# 2010-es labdarúgó-világbajnokság
A 2010-es labdarúgó-világbajnokság a futball történetének 19. világbajnoksága volt. A Dél-afrikai Köztársaságban rendezték 2010. június 11. és július 11. között. Ez volt az első eset, amikor a világbajnokságot az afrikai kontinensen rendezték, és így Óceánia maradt az egyetlen olyan földrész, amely még nem rendezett világbajnokságot. A világbajnokságra a 208 FIFA-tag országból 204 nevezett, a selejtezők után 32 válogatott vehetett részt a tornán. A címvédő Olaszország volt. A 32 csapatot nyolc csoportba sorsolták, ahonnan az első két helyezett jutott tovább. A nyolcaddöntőtől egyenes kieséses rendszerben folytatódott a torna.
A tornát Spanyolország nyerte, története során először. A döntő mérkőzést 1–0-ra elvesztő Hollandia szerezte meg az ezüstérmet, míg a bronzmérkőzésen Németország győzött Uruguay ellen 3–2-re. A magyar labdarúgó-válogatott sorozatban már a hetedik alkalommal nem tudott kijutni a világbajnokságra. A 30 fős játékvezetői keretben viszont helyett kapott a magyar Kassai Viktor, valamint asszisztensként Erős Gábor és Vámos Tibor, így 1998 után újra volt magyar játékvezető a vb-n.

## A rendező
Afrika a FIFA rotációs rendszerének köszönhetően kapta meg a torna rendezésének jogát, aminek értelmében a FIFA kijelölt egy kontinenst, amely megrendezheti a viadalt. Öt afrikai ország jelezte, hogy megrendezné a világbajnokságot:
- Egyiptom,
- Marokkó,
- Dél-afrikai Köztársaság,
- Tunézia és  Líbia (közös pályázat).

Miután a FIFA végrehajtó bizottsága úgy döntött, hogy ebben az esetben nem járul hozzá, hogy két ország rendezze a tornát, Tunézia visszalépett. Ezután a bizottság Líbia egyedül beadott pályázatát nem fogadta el.
A szavazás után a végeredményt Joseph Blatter, a FIFA elnöke jelentette be, 2004. május 15-én, Zürich-ben. A Dél-afrikai Köztársaság pályázata már az első fordulóban megkapta a szavazatok több mint 50%-át, és ezzel elnyerte a 2010-es labdarúgó-világbajnokság rendezési jogát.
A szavazás eredménye
| Pályázat                | Eredmény    |
| ----------------------- | ----------- |
| Dél-afrikai Köztársaság | 14 szavazat |
| Marokkó                 | 10 szavazat |
| Egyiptom                | 00 szavazat |

## Szimbólumok

### Kabala
A világbajnokság hivatalos kabalája Zakumi, egy leopárd volt. Az első két betű, a „ZA” az ország rövidítése, a „kumi” pedig több helyi nyelvjárásban „tízest” jelent.

| „                                 | Zakumi szimbolizálja az itt élő embereket, a Dél-afrikai Köztársaság földrajzát és szellemiségét | ” |
| – Jerome Valcke, a FIFA főtitkára |                                                                                                  |   |

### Hivatalos dal
A világbajnokság hivatalos dala Shakira kolumbiai énekesnő és a dél-afrikai Freshlyground zenekar Waka Waka (This Time for Africa) című száma volt. A dalt Shakira és a Freshlyground június 10-én egy sowetói koncerten, valamint a nyitóünnepségen adta elő.
A torna másik dalának címe K’naantól a Wavin’ Flag, amellyel már hónapokkal korábban beharangozták a dél-afrikai világbajnokságot.

### Labda
A világbajnokság hivatalos labdáját az Adidas tervezte, amit a világbajnokság sorsolásakor, 2009. december 4-én mutattak be. A labda neve Jabulani, amely zulu nyelven „ünnepelni”-t jelent.
A labdán 11 szín található, amelyek a rendező Dél-afrikai Köztársaság 11 régióját és hivatalos nyelvét is szimbolizálta, valamint utalt a csapatok 11 kezdőjátékosára is. Az alkotók szerint ez volt minden idők leggömbölyűbb labdája.
A világbajnokság döntőjén a Jo’bulani névre keresztelt labdával játszottak. Az elnevezés a döntőnek otthont adó Johannesburg városának becenevéből (Jo’burg) eredt, és a Jabulani nevű labdától arany színével tért el.

### Vuvuzela
A vuvuzela egy dél-afrikai kürt, amelynek zümmögésre hasonlító erős hangja van. A dél-afrikai rendezésű 2009-es konföderációs kupán sok külföldi szurkoló és tévénéző kritikáját váltotta ki az eszköz erős hangja, és a világbajnokság alatt a tévécsatornák is tiltakoztak a zaj miatt. A vb első napjaiban a szervezőbizottság szóvivője ugyanakkor azt nyilatkozta, hogy ez része a helyi kultúrának és a világbajnokság ünneplésének. A Nemzetközi Labdarúgó-szövetség szóvivője ehhez hasonlóan úgy nyilatkozott, hogy a kürtöket nem tiltják ki.

## Helyszínek
2005-ben a szervezők 13 helyszínt választottak ki: Bloemfonteint, Fokvárost, Durbant, Johannesburgban kettőt, Kimberleyt, Mbombelát, Orkneyt, Polokwanet, Port Elizabethet, Pretoriában kettőt és Rustenburgot.
Ezt később tíz stadionra csökkentették. A végső listát a FIFA 2006. március 17-én jelentette be.
| Johannesburg Durban Fokváros Pretoria Port Elizabeth Bloemfontein Polokwane Rustenburg Mbombela | \| Város \| Mérkőzések \| \| ------------------------------- \| -------------------------------------------------------------- \| \| Johannesburg Soccer City \| Döntő, 1 negyeddöntő 1 nyolcaddöntő, 5 csoportmérkőzés \| \| Port Elizabeth \| Bronzmérkőzés, 1 negyeddöntő 1 nyolcaddöntő, 4 csoportmérkőzés \| \| Fokváros \| 1 elődöntő, 1 negyeddöntő 1 nyolcaddöntő, 5 csoportmérkőzés \| \| Durban \| 1 elődöntő, 1 nyolcaddöntő 6 csoportmérkőzés \| \| Johannesburg Ellis Park Stadion \| 1 negyeddöntő, 1 nyolcaddöntő 5 csoportmérkőzés \| \| Rustenburg \| 1 nyolcaddöntő 5 csoportmérkőzés \| \| Bloemfontein \| 1 nyolcaddöntő 5 csoportmérkőzés \| \| Pretoria \| 1 nyolcaddöntő 5 csoportmérkőzés \| \| Mbombela \| 4 csoportmérkőzés \| \| Polokwane \| 4 csoportmérkőzés \| |
| Város                                                                                           | Mérkőzések |
| Johannesburg Soccer City                                                                        | Döntő, 1 negyeddöntő 1 nyolcaddöntő, 5 csoportmérkőzés |
| Port Elizabeth                                                                                  | Bronzmérkőzés, 1 negyeddöntő 1 nyolcaddöntő, 4 csoportmérkőzés |
| Fokváros                                                                                        | 1 elődöntő, 1 negyeddöntő 1 nyolcaddöntő, 5 csoportmérkőzés |
| Durban                                                                                          | 1 elődöntő, 1 nyolcaddöntő 6 csoportmérkőzés |
| Johannesburg Ellis Park Stadion                                                                 | 1 negyeddöntő, 1 nyolcaddöntő 5 csoportmérkőzés |
| Rustenburg                                                                                      | 1 nyolcaddöntő 5 csoportmérkőzés |
| Bloemfontein                                                                                    | 1 nyolcaddöntő 5 csoportmérkőzés |
| Pretoria                                                                                        | 1 nyolcaddöntő 5 csoportmérkőzés |
| Mbombela                                                                                        | 4 csoportmérkőzés |
| Polokwane                                                                                       | 4 csoportmérkőzés |

A mérkőzéseket az alábbi kilenc város tíz stadionjában rendezték:
| Johannesburg               | Fokváros                 | Durban                   | Johannesburg             | Pretoria                 |
| -------------------------- | ------------------------ | ------------------------ | ------------------------ | ------------------------ |
| Soccer City                | Cape Town Stadion        | Moses Mabhida Stadion    | Ellis Park Stadion       | Loftus Versfeld Stadion  |
| Befogadóképesség: 88 460   | Befogadóképesség: 64 100 | Befogadóképesség: 62 760 | Befogadóképesség: 55 686 | Befogadóképesség: 42 858 |
|                            |                          |                          |                          |                          |
|                            |                          |                          |                          |                          |
| Port Elizabeth             | Polokwane                | Mbombela                 | Bloemfontein             | Rustenburg               |
| Nelson Mandela Bay Stadion | Peter Mokaba Stadion     | Mbombela Stadion         | Free State Stadion       | Royal Bafokeng Stadion   |
| Befogadóképesség: 42 486   | Befogadóképesség: 41 733 | Befogadóképesség: 40 929 | Befogadóképesség: 40 911 | Befogadóképesség: 38 646 |
|                            |                          |                          |                          |                          |

## Selejtezők

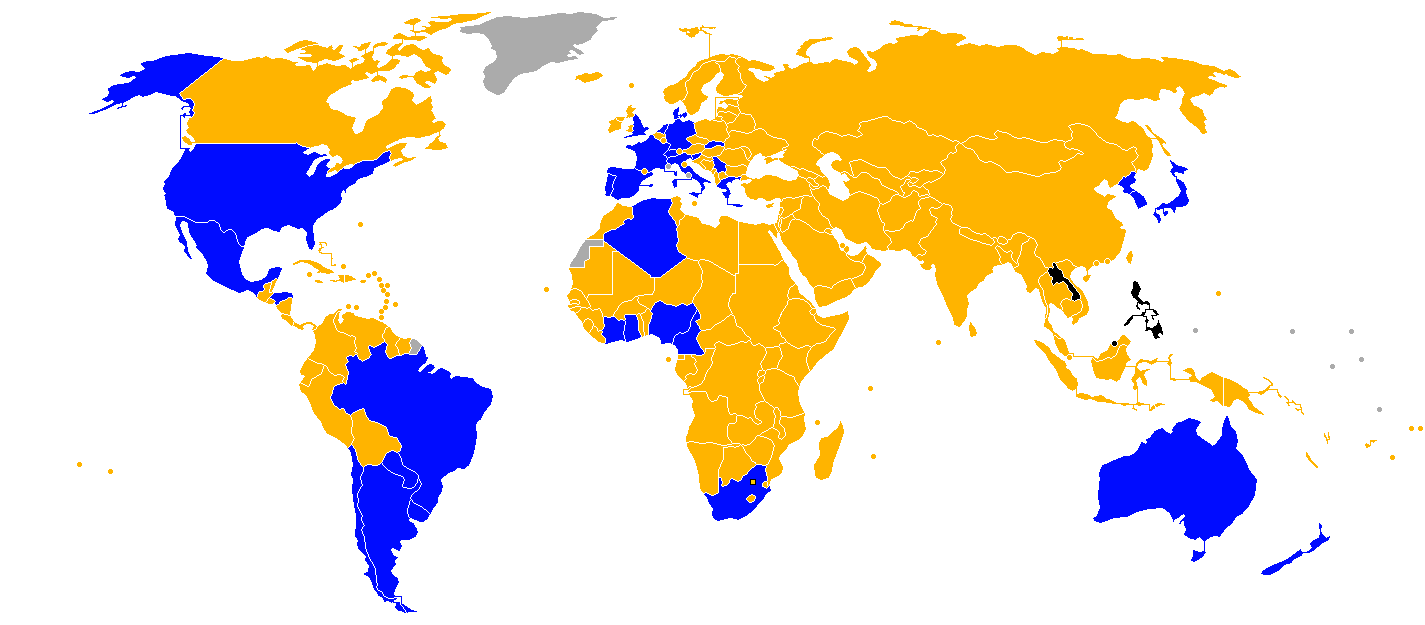

Dél-Afrika, mint rendező ország, automatikus résztvevője volt a világbajnokságnak, ellenben a világbajnoki címvédő 2002 óta nem jogosult selejtező nélküli, automatikus világbajnoki részvételre. Ezért Olaszországnak is selejtezőt kellett játszania.
A selejtezők sorsolását 2007. november 25-én rendezték Durbanban, a Dél-afrikai Köztársaságban. 2009. november 18-án fejeződtek be a selejtezők, ekkor lett teljes a világbajnokság 32 csapatos mezőnye.
A következő csapatok vettek részt a 2010-es labdarúgó-világbajnokságon:

(a kvalifikáció megszerzésének sorrendjében)
- A „Legjobb eredmény” oszlop a csapatok 1930–2006 közötti legjobb eredményét tartalmazza.

| Csapat                  | Kvalifikáció módja                                  | Kvalifikáció időpontja | Világbajnoki részvétel | Utolsó részvétel | Legjobb eredmény (1930–2006)               |
| ----------------------- | --------------------------------------------------- | ---------------------- | ---------------------- | ---------------- | ------------------------------------------ |
| Dél-afrikai Köztársaság | Rendező                                             | 2004. május 15.        | 3                      | 2002             | Csoportkör (1998, 2002)                    |
| Japán                   | AFC, 4. forduló, 1. csoport, második                | 2009. június 6.        | 4                      | 2006             | Nyolcaddöntő (2002)                        |
| Ausztrália              | AFC, 4. forduló, 1. csoport, győztes                | 2009. június 6.        | 3                      | 2006             | Nyolcaddöntő (2006)                        |
| Dél-Korea               | AFC, 4. forduló, 2. csoport, győztes                | 2009. június 6.        | 8                      | 2006             | 4. hely (2002)                             |
| Hollandia               | UEFA, 9. csoport, győztes                           | 2009. június 6.        | 9                      | 2006             | Ezüstérem (1974, 1978)                     |
| Észak-Korea             | AFC, 4. forduló, 2. csoport, második                | 2009. június 17.       | 2                      | 1966             | Negyeddöntő (1966)                         |
| Brazília                | CONMEBOL, csoportkör, első                          | 2009. szeptember 5.    | 19                     | 2006             | Világbajnok (1958, 1962, 1970, 1994, 2002) |
| Ghána                   | CAF, 3. forduló, D csoport, győztes                 | 2009. szeptember 6.    | 2                      | 2006             | Nyolcaddöntő (2006)                        |
| Anglia                  | UEFA, 6. csoport, győztes                           | 2009. szeptember 9.    | 13                     | 2006             | Világbajnok (1966)                         |
| Spanyolország           | UEFA, 5. csoport, győztes                           | 2009. szeptember 9.    | 13                     | 2006             | 4. hely (1950)                             |
| Paraguay                | CONMEBOL, csoportkör, második                       | 2009. szeptember 9.    | 8                      | 2006             | Nyolcaddöntő (1986, 1998, 2002)            |
| Elefántcsontpart        | CAF, 3. forduló, E csoport győztes                  | 2009. október 10.      | 2                      | 2006             | Csoportkör (2006)                          |
| Németország             | UEFA, 4. csoport, győztes                           | 2009. október 10.      | 17[1]                  | 2006             | Világbajnok (1954, 1974, 1990)[1]          |
| Dánia                   | UEFA, 1. csoport, győztes                           | 2009. október 10.      | 4                      | 2002             | Negyeddöntő (1998)                         |
| Szerbia                 | UEFA, 7. csoport, győztes                           | 2009. október 10.      | 11[2]                  | 2006[2]          | Bronzérem (1930), 4. hely (1962)[2]        |
| Olaszország             | UEFA, 8. csoport, győztes                           | 2009. október 10.      | 17                     | 2006             | Világbajnok (1934, 1938, 1982, 2006)       |
| Chile                   | CONMEBOL, csoportkör, harmadik                      | 2009. október 10.      | 8                      | 1998             | Bronzérem (1962)                           |
| Egyesült Államok        | CONCACAF, 4. forduló, első                          | 2009. október 10.      | 9                      | 2006             | Bronzérem (1930)                           |
| Mexikó                  | CONCACAF, 4. forduló, második                       | 2009. október 10.      | 14                     | 2006             | Negyeddöntő (1970, 1986)                   |
| Svájc                   | UEFA 2. csoport, győztes                            | 2009. október 14.      | 9                      | 2006             | Negyeddöntő (1934), (1938), (1954)         |
| Szlovákia               | UEFA, 3. csoport, győztes                           | 2009. október 14.      | 9[3]                   | 1990[3]          | Ezüstérem (1934, 1962)[3]                  |
| Argentína               | CONMEBOL, csoportkör, negyedik                      | 2009. október 14.      | 15                     | 2006             | Világbajnok (1978, 1986)                   |
| Honduras                | CONCACAF, 4. forduló, harmadik                      | 2009. október 14.      | 2                      | 1982             | Csoportkör (1982)                          |
| Új-Zéland               | Interkontinentális pótselejtező AFC – OFC           | 2009. november 14.     | 2                      | 1982             | Csoportkör (1982)                          |
| Nigéria                 | CAF 3. forduló, B csoport, győztes                  | 2009. november 14.     | 4                      | 2002             | Nyolcaddöntő (1994, 1998)                  |
| Kamerun                 | CAF 3. forduló, A csoport, győztes                  | 2009. november 14.     | 6                      | 2002             | Negyeddöntő (1990)                         |
| Algéria                 | CAF, 3. forduló, C csoport, győztes                 | 2009. november 18.     | 3                      | 1986             | Csoportkör (1982, 1986)                    |
| Görögország             | UEFA, Pótselejtező                                  | 2009. november 18.     | 2                      | 1994             | Csoportkör (1994)                          |
| Szlovénia               | UEFA, Pótselejtező                                  | 2009. november 18.     | 2                      | 2002             | Csoportkör (2002)                          |
| Portugália              | UEFA, Pótselejtező                                  | 2009. november 18.     | 5                      | 2006             | Bronzérem (1966)                           |
| Franciaország           | UEFA, Pótselejtező                                  | 2009. november 18.     | 13                     | 2006             | Világbajnok (1998)                         |
| Uruguay                 | Interkontinentális pótselejtező CONCACAF – CONMEBOL | 2009. november 18.     | 11                     | 2002             | Világbajnok (1930, 1950)                   |

## Sorsolás
A világbajnokság csoportjainak sorsolását 2009. december 4-én tartották Fokvárosban. A FIFA 2009. december 2-án tette közé a világbajnokság sorsolásának menetét.
Az első kalapban a rendező Dél-afrikai Köztársaság mellett a világranglista első hét helyén lévő válogatott kapott helyet. A kiemelés a 2009 októberében közzétett FIFA-világranglista alapján történt.
A második kalapba kerültek az ázsiai (AFC), az észak- és közép-amerikai térség (CONCACAF) csapatai, valamint az óceániai térségből (OFC) kijutott Új-Zéland. A harmadik kalapba került a selejtezőből kijutott öt afrikai ország (CAF), valamint három dél-amerikai (CONMEBOL) csapat. A negyedik kalapba nyolc európai (UEFA) válogatott került.
| 1. kalap | 2. kalap                                                                                        | 3. kalap                                                                            | 4. kalap                                                                                   |
| --- | ----------------------------------------------------------------------------------------------- | ----------------------------------------------------------------------------------- | ------------------------------------------------------------------------------------------ |
| Dél-afrikai Köztársaság · Brazília · Spanyolország · Hollandia · Olaszország · Németország · Argentína · Anglia | Ausztrália · Észak-Korea · Japán · Dél-Korea · Egyesült Államok · Honduras · Mexikó · Új-Zéland | Algéria · Elefántcsontpart · Ghána · Kamerun · Nigéria · Chile · Paraguay · Uruguay | Dánia · Franciaország · Görögország · Portugália · Szerbia · Szlovákia · Szlovénia · Svájc |

Az első kalapból a rendező Dél-afrikai Köztársaság automatikusan az A csoport 1. sorszámú csapata lett. A további hét csapatot a B–H csoportokba sorsolták, és mindegyikük az 1. számú sorszámot kapta a csoportjában. A többi kalap esetében a csapatokat az A–H csoportokba sorsolták, mindegyikükhöz külön sorszámot is sorsoltak.
Két területi kritériumnak kellett megfelelni:
- A Dél-afrikai Köztársaság a 3. kalapból nem kaphatott afrikai ellenfelet.
- Az 1. kalapban található Argentína és Brazília a 3. kalapból nem kaphatott dél-amerikai ellenfelet.

Mindez azt jelentette, hogy a 3. kalapból elsőként kisorsolt dél-amerikai csapat került a Dél-Afrikai Köztársaság csoportjába, valamint a 3. kalapból elsőként kisorsolt két afrikai csapat került Argentína, illetve Brazília csoportjába.
A csoportbeosztás:
| A csoport                                                  | B csoport                                      | C csoport                                              | D csoport                                  |
| ---------------------------------------------------------- | ---------------------------------------------- | ------------------------------------------------------ | ------------------------------------------ |
| Dél-afrikai Köztársaság · Mexikó · Uruguay · Franciaország | Argentína · Nigéria · Dél-Korea · Görögország  | Anglia · Egyesült Államok · Algéria · Szlovénia        | Németország · Ausztrália · Szerbia · Ghána |
| E csoport                                                  | F csoport                                      | G csoport                                              | H csoport                                  |
| Hollandia · Dánia · Japán · Kamerun                        | Olaszország · Paraguay · Új-Zéland · Szlovákia | Brazília · Észak-Korea · Elefántcsontpart · Portugália | Spanyolország · Svájc · Honduras · Chile   |

## Pénzdíjazás
A világbajnokság 32 résztvevője között összesen 420 millió dollárt osztottak szét, 61%-kal többet, mint 2006-ban. Minden résztvevő 1 millió dollárt kapott felkészülési költségként. A világbajnokság csoportköre után kiesők egyenként 8 millió dollárt kaptak. Az egyenes kiesés szakaszban körönként a következők szerint alakult a díjazás:
| Nyolcaddöntő:      |  | 9 millió dollár  |
| Negyeddöntő:       |  | 18 millió dollár |
| Elődöntő:          |  | 20 millió dollár |
| Második helyezett: |  | 24 millió dollár |
| Győztes:           |  | 30 millió dollár |
Emellett a FIFA 40 millió dollárt különített el a játékosok klubcsapatai részére. Minden klubcsapat, amelyiknek labdarúgója szerepelt a világbajnokságon, 1600 dollárt kapott labdarúgónként és mérkőzésenként.

## Játékvezetők
A FIFA 2010. február 5-én jelölte ki azokat a játékvezetőket, illetve segítőiket, akik vezethetnek mérkőzést a világbajnokságon. A 30 fős keretben helyett kapott a magyar Kassai Viktor, valamint asszisztensként Erős Gábor és Vámos Tibor, így 1998 után – akkor Vágner László képviselte Magyarországot – újra volt magyar játékvezető a vb-n. 2010. május 27-én a FIFA két játékvezetői hármast kivett a keretből, mert az erőnléti felméréseken nem volt megfelelő a teljesítményük. Helyettük egy uruguayi játékvezető, Martín Vázquez és két segítője, Carlos Pastorino és Miguel Nievas került be a világbajnokság játékvezetői közé.
Az alábbi táblázatban a játékvezetők nevei az első, az asszisztenseik nevei a második oszlopban olvashatóak.
| Afrika (CAF)           | Afrika (CAF)                                 |
| ---------------------- | -------------------------------------------- |
| Koman Coulibaly        | Redván Ásik Inacio Manuel Candido            |
| Jerome Damon           | Celestin Ntagungira Enock Molefe             |
| Eddy Maillet           | Evarist Menkouande Besír Haszáni             |
| Ázsia (AFC)            |                                              |
| Halíl al-Gamdi         | Haszan Kámránifar Szálih Mohammed el-Marzúki |
| Ravshan Ermatov        | Rafael Ilyasov Bahadir Kocskarov             |
| Nisimura Júicsi        | Szagara Tóru Csong Heszang                   |
| Subkhiddin Mohd Salleh | Mu Jü-hszin Jeffrey Gek Pheng                |
| Dél-Amerika (CONMEBOL) |                                              |
| Héctor Baldassi        | Ricardo Casas Hernán Maidana                 |
| Jorge Larrionda        | Pablo Fandiño Mauricio Espinosa              |
| Óscar Ruiz             | Abraham Gonzalez Humberto Clavijo            |
| Pablo Pozo             | Patricio Basualto Francisco Mondría          |
| Carlos Simon           | Altemir Hausmann Roberto Braatz              |
| Martín Vázquez         | Carlos Pastorino Miguel Nievas               |

| Észak-, Közép-Amerika és a Karibi-térség (CONCACAF) | Észak-, Közép-Amerika és a Karibi-térség (CONCACAF) |
| --------------------------------------------------- | --------------------------------------------------- |
| Joel Aguilar                                        | William Torres Juan Zumba                           |
| Benito Archundia                                    | Héctor Vergara Marvin César Torrentera Rivera       |
| Carlos Batres                                       | Leonel Leal Carlos Pastrana                         |
| Marco Rodríguez                                     | José Luis Camargo Alberto Morin                     |
| Európa (UEFA)                                       |                                                     |
| Olegário Benquerença                                | Jose Cardinal Bertino Miranda                       |
| Massimo Busacca                                     | Matthias Arnet Francesco Buragina                   |
| Frank De Bleeckere                                  | Peter Hermans Walter Vromans                        |
| Martin Hansson                                      | Henrik Andrén Stefan Wittberg                       |
| Kassai Viktor                                       | Erős Gábor Vámos Tibor                              |
| Stéphane Lannoy                                     | Eric Dansault Laurent Ugo                           |
| Roberto Rosetti                                     | Paolo Calcagno Stefano Ayroldi                      |
| Wolfgang Stark                                      | Jan-Hendrik Salver Mike Pickel                      |
| Alberto Undiano Mallenco                            | Fermín Martínez Juan Carlos Yuste Jiménez           |
| Howard Webb                                         | Darren Cann Michael Mullarkey                       |
| Óceánia (OFC)                                       |                                                     |
| Michael Hester                                      | Jan-Hendrik Hintz Tevita Makasini                   |
| Peter O’Leary                                       | Brent Best Matthew Taro                             |

## Keretek
A világbajnokságra minden csapat 23 játékost nevezhetett, ebből legalább három játékosnak kapusnak kellett lennie. A szövetségi kapitányoknak 30 nappal a világbajnokság kezdete előtt – 2010. május 11-éig – 30 fős keretet kellett hirdetniük, és a listát le kellett adniuk a nemzetközi szövetségnek, 2010. június 1-jéig pedig a végleges, 23 játékos nevét tartalmazó listát kellett bejelenteniük. Sérülés esetén lehetőség volt cserére, azonban a cserét legkésőbb a válogatott első mérkőzésének kezdete előtt 24 órával be kellett jelenteni.
Az időpontok dél-afrikai időben (UTC+2) értendők.

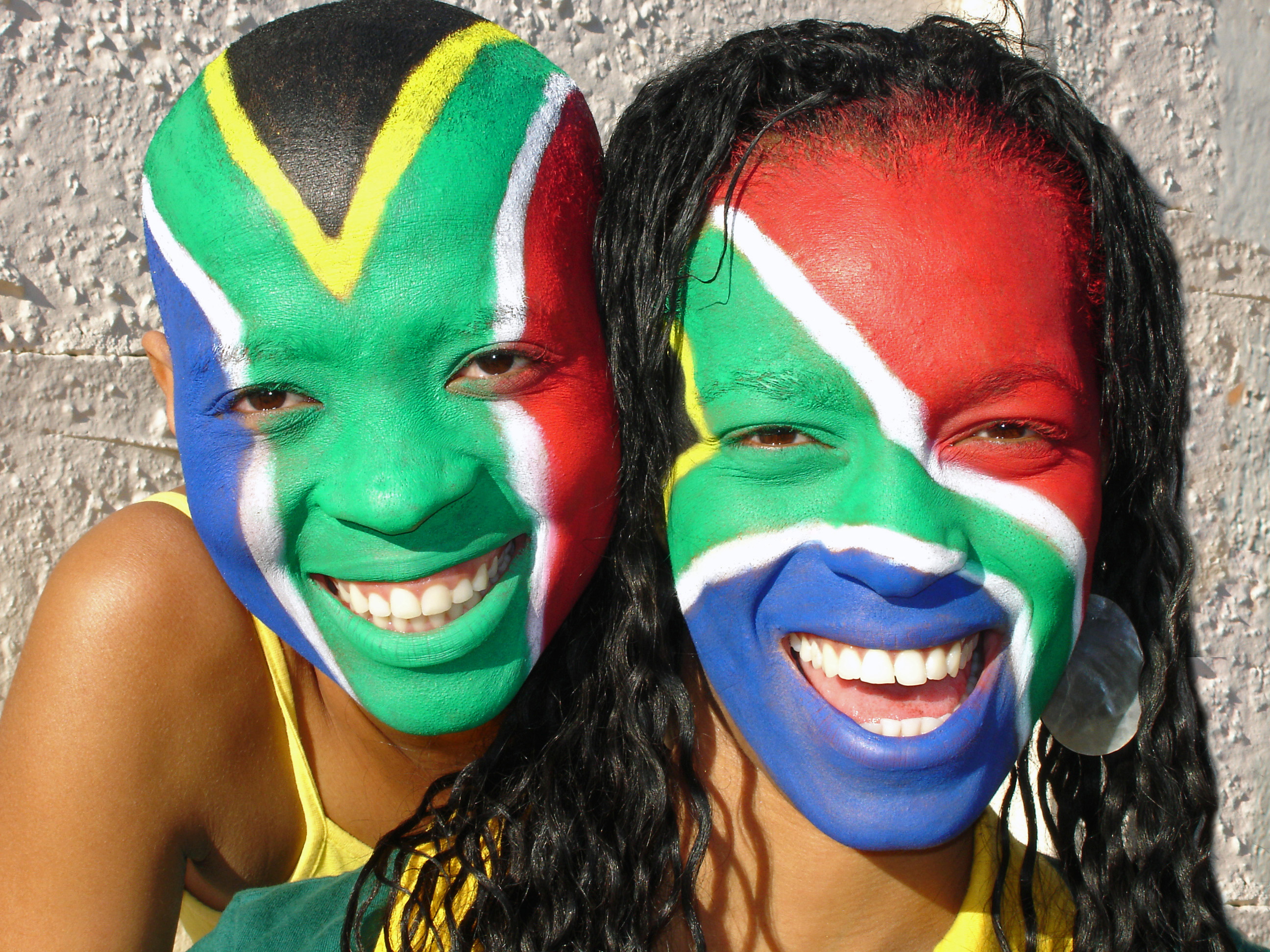
Dél-afrikai szurkolók

## Csoportkör
A csoportkörben minden csapat játszott a másik három csapattal egy-egy mérkőzést, így összesen hat mérkőzésre került sor mind a nyolc csoportban. A csoportokból az első két helyezett jutott tovább. Minden csoportban az utolsó két mérkőzést azonos időpontban játszották.
A sorrend meghatározása
A csoportokban a sorrendet az alábbiak alapján kell meghatározni:
1. több szerzett pont az összes mérkőzésen (egy győzelem 3 pont, egy döntetlen 1 pont, egy vereség 0 pont),
2. jobb gólkülönbség az összes mérkőzésen,
3. több szerzett gól az összes mérkőzésen,
4. több szerzett pont az azonosan álló csapatok között lejátszott mérkőzéseken,
5. jobb gólkülönbség az azonosan álló csapatok között lejátszott mérkőzéseken,
6. több szerzett gól az azonosan álló csapatok között lejátszott mérkőzéseken,
7. sorsolás

### A csoport

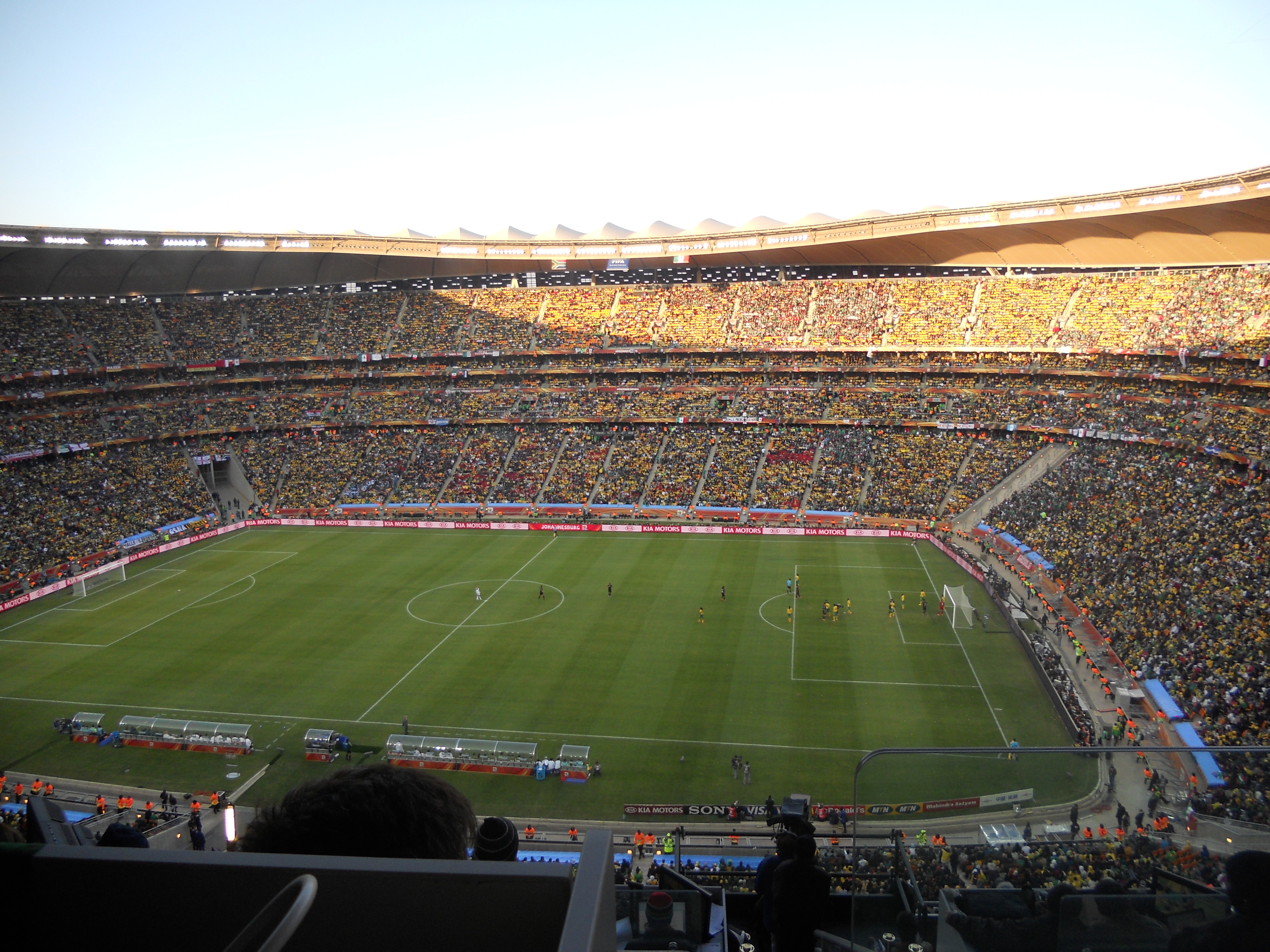
A Dél-Afrika–Mexikó nyitómérkőzés a Soccer Cityben

| Hely. | Csapat                      | M | Gy | D | V | G+ | G– | Gk | P | Továbbjutás                                |
| ----- | --------------------------- | - | -- | - | - | -- | -- | -- | - | ------------------------------------------ |
| 1.    | Uruguay                     | 3 | 2  | 1 | 0 | 4  | 0  | +4 | 7 | Továbbjutott az egyenes kieséses szakaszba |
| 2.    | Mexikó                      | 3 | 1  | 1 | 1 | 3  | 2  | +1 | 4 | Továbbjutott az egyenes kieséses szakaszba |
| 3.    | Dél-afrikai Köztársaság (R) | 3 | 1  | 1 | 1 | 3  | 5  | −2 | 4 |                                            |
| 4.    | Franciaország               | 3 | 0  | 1 | 2 | 1  | 4  | −3 | 1 |                                            |

| 2010. június 11. 16:00 |

| Dél-afrikai Köztársaság | 1–1                         | Mexikó      |
| ----------------------- | --------------------------- | ----------- |
| Tshabalala 55'          | (0–0) Jegyzőkönyv Részletek | Márquez 79' |

| Soccer City, Johannesburg Nézőszám: 84 490 Játékvezető: Ravshan Ermatov (üzbég) |

| 2010. június 11. 20:30 |

| Uruguay          | 0–0                   | Franciaország |
| ---------------- | --------------------- | ------------- |
| Lodeiro 65′, 81′ | Jegyzőkönyv Részletek |               |

| Cape Town Stadion, Fokváros Nézőszám: 64 100 Játékvezető: Nisimura Júicsi (japán) |

| 2010. június 16. 20:30 |

| Dél-afrikai Köztársaság | 0–3                         | Uruguay                                    |
| ----------------------- | --------------------------- | ------------------------------------------ |
| Khune 76′               | (0–1) Jegyzőkönyv Részletek | Forlán 24' 80' (11-esből) Á. Pereira 90+5' |

| Loftus Versfeld Stadion, Pretoria Nézőszám: 42 658 Játékvezető: Massimo Busacca (svájci) |

| 2010. június 17. 20:30 |

| Franciaország | 0–2                         | Mexikó                              |
| ------------- | --------------------------- | ----------------------------------- |
|               | (0–0) Jegyzőkönyv Részletek | Hernández 64' Blanco 79' (11-esből) |

| Peter Mokaba Stadion, Polokwane Nézőszám: 35 370 Játékvezető: Halíl al-Gamdi (Szaúd-arábiai) |

| 2010. június 22. 16:00 |

| Mexikó | 0–1                         | Uruguay    |
| ------ | --------------------------- | ---------- |
|        | (0–1) Jegyzőkönyv Részletek | Suárez 43' |

| Royal Bafokeng Stadion, Rustenburg Nézőszám: 33 425 Játékvezető: Kassai Viktor (magyar) |

| 2010. június 22. 16:00 |

| Franciaország            | 1–2                         | Dél-afrikai Köztársaság |
| ------------------------ | --------------------------- | ----------------------- |
| Gourcuff 25′ Malouda 70' | (0–2) Jegyzőkönyv Részletek | Khumalo 20' Mphela 37'  |

| Free State Stadion, Bloemfontein Nézőszám: 39 415 Játékvezető: Óscar Ruiz (kolumbiai) |

### B csoport
| Hely. | Csapat      | M | Gy | D | V | G+ | G– | Gk | P | Továbbjutás                                |
| ----- | ----------- | - | -- | - | - | -- | -- | -- | - | ------------------------------------------ |
| 1.    | Argentína   | 3 | 3  | 0 | 0 | 7  | 1  | +6 | 9 | Továbbjutott az egyenes kieséses szakaszba |
| 2.    | Dél-Korea   | 3 | 1  | 1 | 1 | 5  | 6  | −1 | 4 | Továbbjutott az egyenes kieséses szakaszba |
| 3.    | Görögország | 3 | 1  | 0 | 2 | 2  | 5  | −3 | 3 |                                            |
| 4.    | Nigéria     | 3 | 0  | 1 | 2 | 3  | 5  | −2 | 1 |                                            |

| 2010. június 12. 13:30 |

| Dél-Korea                       | 2–0                         | Görögország |
| ------------------------------- | --------------------------- | ----------- |
| I Dzsongszu 7' Pak Csiszong 52' | (1–0) Jegyzőkönyv Részletek |             |

| Nelson Mandela Bay Stadion, Port Elizabeth Nézőszám: 31 513 Játékvezető: Michael Hester (új-zélandi) |

| 2010. június 12. 16:00 |

| Argentína | 1–0                         | Nigéria |
| --------- | --------------------------- | ------- |
| Heinze 6' | (1–0) Jegyzőkönyv Részletek |         |

| Ellis Park Stadion, Johannesburg Nézőszám: 55 686 Játékvezető: Wolfgang Stark (német) |

| 2010. június 17. 13:30 |

| Argentína                                   | 4–1                         | Dél-Korea          |
| ------------------------------------------- | --------------------------- | ------------------ |
| Pak Csujong 17' (öngól) Higuaín 33' 76' 80' | (2–1) Jegyzőkönyv Részletek | I Cshongjong 45+1' |

| Soccer City, Johannesburg Nézőszám: 82 174 Játékvezető: Frank De Bleeckere (belga) |

| 2010. június 17. 16:00 |

| Görögország                       | 2–1                         | Nigéria            |
| --------------------------------- | --------------------------- | ------------------ |
| Szalpingídisz 44' Toroszídisz 71' | (1–1) Jegyzőkönyv Részletek | Uche 16' Kaita 33′ |

| Free State Stadion, Bloemfontein Nézőszám: 31 593 Játékvezető: Óscar Ruiz (kolumbiai) |

| 2010. június 22. 20:30 |

| Nigéria                        | 2–2                         | Dél-Korea                       |
| ------------------------------ | --------------------------- | ------------------------------- |
| Uche 12' Yakubu 69' (11-esből) | (1–1) Jegyzőkönyv Részletek | I Dzsongszu 38' Pak Csujong 49' |

| Moses Mabhida Stadion, Durban Nézőszám: 61 874 Játékvezető: Olegário Benquerença (portugál) |

| 2010. június 22. 20:30 |

| Görögország | 0–2                         | Argentína                  |
| ----------- | --------------------------- | -------------------------- |
|             | (0–0) Jegyzőkönyv Részletek | Demichelis 77' Palermo 89' |

| Peter Mokaba Stadion, Polokwane Nézőszám: 38 891 Játékvezető: Ravshan Ermatov (üzbég) |

### C csoport
| Hely. | Csapat           | M | Gy | D | V | G+ | G– | Gk | P | Továbbjutás                                |
| ----- | ---------------- | - | -- | - | - | -- | -- | -- | - | ------------------------------------------ |
| 1.    | Egyesült Államok | 3 | 1  | 2 | 0 | 4  | 3  | +1 | 5 | Továbbjutott az egyenes kieséses szakaszba |
| 2.    | Anglia           | 3 | 1  | 2 | 0 | 2  | 1  | +1 | 5 | Továbbjutott az egyenes kieséses szakaszba |
| 3.    | Szlovénia        | 3 | 1  | 1 | 1 | 3  | 3  | 0  | 4 |                                            |
| 4.    | Algéria          | 3 | 0  | 1 | 2 | 0  | 2  | −2 | 1 |                                            |

| 2010. június 12. 20:30 |

| Anglia     | 1–1                         | Egyesült Államok |
| ---------- | --------------------------- | ---------------- |
| Gerrard 4' | (1–1) Jegyzőkönyv Részletek | Dempsey 40'      |

| Royal Bafokeng Stadion, Rustenburg Nézőszám: 38 646 Játékvezető: Carlos Simon (brazil) |

| 2010. június 13. 13:30 |

| Algéria        | 0–1                         | Szlovénia |
| -------------- | --------------------------- | --------- |
| Gezál 59′, 73′ | (0–0) Jegyzőkönyv Részletek | Koren 79' |

| Peter Mokaba Stadion, Polokwane Nézőszám: 30 325 Játékvezető: Carlos Batres (guatemalai) |

| 2010. június 18. 16:00 |

| Szlovénia                 | 2–2                         | Egyesült Államok        |
| ------------------------- | --------------------------- | ----------------------- |
| Birsa 13' Ljubijankič 42' | (2–0) Jegyzőkönyv Részletek | Donovan 48' Bradley 82' |

| Ellis Park Stadion, Johannesburg Nézőszám: 45 573 Játékvezető: Koman Coulibaly (mali) |

| 2010. június 18. 20:30 |

| Anglia | 0–0                   | Algéria |
| ------ | --------------------- | ------- |
|        | Jegyzőkönyv Részletek |         |

| Cape Town Stadion, Fokváros Nézőszám: 64 100 Játékvezető: Ravshan Ermatov (üzbég) |

| 2010. június 23. 16:00 |

| Szlovénia | 0–1                         | Anglia    |
| --------- | --------------------------- | --------- |
|           | (0–1) Jegyzőkönyv Részletek | Defoe 23' |

| Nelson Mandela Bay Stadion, Port Elizabeth Nézőszám: 36 893 Játékvezető: Wolfgang Stark (német) |

| 2010. június 23. 16:00 |

| Egyesült Államok | 1–0                         | Algéria          |
| ---------------- | --------------------------- | ---------------- |
| Donovan 90+1'    | (0–0) Jegyzőkönyv Részletek | Jahja 76′, 90+3′ |

| Loftus Versfeld Stadion, Pretoria Nézőszám: 35 827 Játékvezető: Frank De Bleeckere (belga) |

### D csoport
| Hely. | Csapat      | M | Gy | D | V | G+ | G– | Gk | P | Továbbjutás                                |
| ----- | ----------- | - | -- | - | - | -- | -- | -- | - | ------------------------------------------ |
| 1.    | Németország | 3 | 2  | 0 | 1 | 5  | 1  | +4 | 6 | Továbbjutott az egyenes kieséses szakaszba |
| 2.    | Ghána       | 3 | 1  | 1 | 1 | 2  | 2  | 0  | 4 | Továbbjutott az egyenes kieséses szakaszba |
| 3.    | Ausztrália  | 3 | 1  | 1 | 1 | 3  | 6  | −3 | 4 |                                            |
| 4.    | Szerbia     | 3 | 1  | 0 | 2 | 2  | 3  | −1 | 3 |                                            |

| 2010. június 13. 16:00 |

| Szerbia          | 0–1                         | Ghána               |
| ---------------- | --------------------------- | ------------------- |
| Luković 54′, 74′ | (0–0) Jegyzőkönyv Részletek | Gyan 85' (11-esből) |

| Loftus Versfeld Stadion, Pretoria Nézőszám: 38 833 Játékvezető: Héctor Baldassi (argentin) |

| 2010. június 13. 20:30 |

| Németország                                | 4–0                         | Ausztrália |
| ------------------------------------------ | --------------------------- | ---------- |
| Podolski 8' Klose 26' Müller 68' Cacau 70' | (2–0) Jegyzőkönyv Részletek | Cahill 56′ |

| Moses Mabhida Stadion, Durban Nézőszám: 62 660 Játékvezető: Marco Rodríguez (mexikói) |

| 2010. június 18. 13:30 |

| Németország    | 0–1                         | Szerbia       |
| -------------- | --------------------------- | ------------- |
| Klose 12′, 37′ | (0–1) Jegyzőkönyv Részletek | Jovanović 38' |

| Nelson Mandela Bay Stadion, Port Elizabeth Nézőszám: 38 294 Játékvezető: Alberto Undiano Mallenco (spanyol) |

| 2010. június 19. 16:00 |

| Ghána               | 1–1                         | Ausztrália            |
| ------------------- | --------------------------- | --------------------- |
| Gyan 25' (11-esből) | (1–1) Jegyzőkönyv Részletek | Holman 11' Kewell 24′ |

| Royal Bafokeng Stadion, Rustenburg Nézőszám: 34 812 Játékvezető: Roberto Rosetti (olasz) |

| 2010. június 23. 20:30 |

| Ghána | 0–1                         | Németország |
| ----- | --------------------------- | ----------- |
|       | (0–0) Jegyzőkönyv Részletek | Özil 60'    |

| Soccer City, Johannesburg Nézőszám: 83 391 Játékvezető: Carlos Simon (brazil) |

| 2010. június 23. 20:30 |

| Ausztrália            | 2–1                         | Szerbia      |
| --------------------- | --------------------------- | ------------ |
| Cahill 69' Holman 73' | (0–0) Jegyzőkönyv Részletek | Pantelić 84' |

| Mbombela Stadion, Mbombela Nézőszám: 37 836 Játékvezető: Jorge Larrionda (uruguayi) |

### E csoport
| Hely. | Csapat    | M | Gy | D | V | G+ | G– | Gk | P | Továbbjutás                                |
| ----- | --------- | - | -- | - | - | -- | -- | -- | - | ------------------------------------------ |
| 1.    | Hollandia | 3 | 3  | 0 | 0 | 5  | 1  | +4 | 9 | Továbbjutott az egyenes kieséses szakaszba |
| 2.    | Japán     | 3 | 2  | 0 | 1 | 4  | 2  | +2 | 6 | Továbbjutott az egyenes kieséses szakaszba |
| 3.    | Dánia     | 3 | 1  | 0 | 2 | 3  | 6  | −3 | 3 |                                            |
| 4.    | Kamerun   | 3 | 0  | 0 | 3 | 2  | 5  | −3 | 0 |                                            |

| 2010. június 14. 13:30 |

| Hollandia                   | 2–0                         | Dánia |
| --------------------------- | --------------------------- | ----- |
| Agger 46' (öngól) Kuijt 85' | (0–0) Jegyzőkönyv Részletek |       |

| Soccer City, Johannesburg Nézőszám: 83 465 Játékvezető: Stéphane Lannoy (francia) |

| 2010. június 14. 16:00 |

| Japán     | 1–0                         | Kamerun |
| --------- | --------------------------- | ------- |
| Honda 39' | (1–0) Jegyzőkönyv Részletek |         |

| Free State Stadion, Bloemfontein Nézőszám: 30 620 Játékvezető: Olegário Benquerença (portugál) |

| 2010. június 19. 13:30 |

| Hollandia    | 1–0                         | Japán |
| ------------ | --------------------------- | ----- |
| Sneijder 53' | (0–0) Jegyzőkönyv Részletek |       |

| Moses Mabhida Stadion, Durban Nézőszám: 62 010 Játékvezető: Héctor Baldassi (argentin) |

| 2010. június 19. 20:30 |

| Kamerun   | 1–2                         | Dánia                      |
| --------- | --------------------------- | -------------------------- |
| Eto’o 10' | (1–1) Jegyzőkönyv Részletek | Bendtner 33' Rommedahl 61' |

| Loftus Versfeld Stadion, Pretoria Nézőszám: 38 074 Játékvezető: Jorge Larrionda (uruguayi) |

| 2010. június 24. 20:30 |

| Dánia        | 1–3                         | Japán                          |
| ------------ | --------------------------- | ------------------------------ |
| Tomasson 81' | (0–2) Jegyzőkönyv Részletek | Honda 17' Endó 30' Okazaki 87' |

| Royal Bafokeng Stadion, Rustenburg Nézőszám: 27 967 Játékvezető: Jerome Damon (dél-afrikai) |

| 2010. június 24. 20:30 |

| Kamerun              | 1–2                         | Hollandia                    |
| -------------------- | --------------------------- | ---------------------------- |
| Eto’o 65' (11-esből) | (0–1) Jegyzőkönyv Részletek | van Persie 36' Huntelaar 84' |

| Cape Town Stadion, Fokváros Nézőszám: 63 093 Játékvezető: Pablo Pozo (chilei) |

### F csoport
| Hely. | Csapat      | M | Gy | D | V | G+ | G– | Gk | P | Továbbjutás                                |
| ----- | ----------- | - | -- | - | - | -- | -- | -- | - | ------------------------------------------ |
| 1.    | Paraguay    | 3 | 1  | 2 | 0 | 3  | 1  | +2 | 5 | Továbbjutott az egyenes kieséses szakaszba |
| 2.    | Szlovákia   | 3 | 1  | 1 | 1 | 4  | 5  | −1 | 4 | Továbbjutott az egyenes kieséses szakaszba |
| 3.    | Új-Zéland   | 3 | 0  | 3 | 0 | 2  | 2  | 0  | 3 |                                            |
| 4.    | Olaszország | 3 | 0  | 2 | 1 | 4  | 5  | −1 | 2 |                                            |

| 2010. június 14. 20:30 |

| Olaszország  | 1–1                         | Paraguay    |
| ------------ | --------------------------- | ----------- |
| De Rossi 63' | (0–1) Jegyzőkönyv Részletek | Alcaraz 39' |

| Cape Town Stadion, Fokváros Nézőszám: 62 869 Játékvezető: Benito Archundia (mexikói) |

| 2010. június 15. 13:30 |

| Új-Zéland  | 1–1                         | Szlovákia  |
| ---------- | --------------------------- | ---------- |
| Reid 90+3' | (0–0) Jegyzőkönyv Részletek | Vittek 50' |

| Royal Bafokeng Stadion, Rustenburg Nézőszám: 23 871 Játékvezető: Jerome Damon (dél-afrikai) |

| 2010. június 20. 13:30 |

| Szlovákia | 0–2                         | Paraguay             |
| --------- | --------------------------- | -------------------- |
|           | (0–1) Jegyzőkönyv Részletek | Vera 27' Riveros 86' |

| Free State Stadion, Bloemfontein Nézőszám: 26 643 Játékvezető: Eddy Maillet (Seychelle-szigeteki) |

| 2010. június 20. 16:00 |

| Olaszország             | 1–1                         | Új-Zéland |
| ----------------------- | --------------------------- | --------- |
| Iaquinta 29' (11-esből) | (1–1) Jegyzőkönyv Részletek | Smeltz 7' |

| Mbombela Stadion, Mbombela Nézőszám: 38 229 Játékvezető: Carlos Batres (guatemalai) |

| 2010. június 24. 16:00 |

| Szlovákia                  | 3–2                         | Olaszország                      |
| -------------------------- | --------------------------- | -------------------------------- |
| Vittek 25' 73' Kopúnek 89' | (1–0) Jegyzőkönyv Részletek | Di Natale 81' Quagliarella 90+2' |

| Ellis Park Stadion, Johannesburg Nézőszám: 53 412 Játékvezető: Howard Webb (angol) |

| 2010. június 24. 16:00 |

| Paraguay | 0–0                   | Új-Zéland |
| -------- | --------------------- | --------- |
|          | Jegyzőkönyv Részletek |           |

| Peter Mokaba Stadion, Polokwane Nézőszám: 34 850 Játékvezető: Nisimura Júicsi (japán) |

### G csoport
| Hely. | Csapat           | M | Gy | D | V | G+ | G– | Gk  | P | Továbbjutás                                |
| ----- | ---------------- | - | -- | - | - | -- | -- | --- | - | ------------------------------------------ |
| 1.    | Brazília         | 3 | 2  | 1 | 0 | 5  | 2  | +3  | 7 | Továbbjutott az egyenes kieséses szakaszba |
| 2.    | Portugália       | 3 | 1  | 2 | 0 | 7  | 0  | +7  | 5 | Továbbjutott az egyenes kieséses szakaszba |
| 3.    | Elefántcsontpart | 3 | 1  | 1 | 1 | 4  | 3  | +1  | 4 |                                            |
| 4.    | Észak-Korea      | 3 | 0  | 0 | 3 | 1  | 12 | −11 | 0 |                                            |

| 2010. június 15. 16:00 |

| Elefántcsontpart | 0–0                   | Portugália |
| ---------------- | --------------------- | ---------- |
|                  | Jegyzőkönyv Részletek |            |

| Nelson Mandela Bay Stadion, Port Elizabeth Nézőszám: 37 034 Játékvezető: Jorge Larrionda (uruguayi) |

| 2010. június 15. 20:30 |

| Brazília             | 2–1                         | Észak-Korea    |
| -------------------- | --------------------------- | -------------- |
| Maicon 55' Elano 72' | (0–0) Jegyzőkönyv Részletek | Csi Junnam 89' |

| Ellis Park Stadion, Johannesburg Nézőszám: 54 331 Játékvezető: Kassai Viktor (magyar) |

| 2010. június 20. 20:30 |

| Brazília                                     | 3–1                         | Elefántcsontpart |
| -------------------------------------------- | --------------------------- | ---------------- |
| Luís Fabiano 25' 50' Elano 62' Kaká 85′, 88′ | (1–0) Jegyzőkönyv Részletek | Drogba 79'       |

| Soccer City, Johannesburg Nézőszám: 84 455 Játékvezető: Stéphane Lannoy (francia) |

| 2010. június 21. 13:30 |

| Portugália                                                               | 7–0                         | Észak-Korea |
| ------------------------------------------------------------------------ | --------------------------- | ----------- |
| Meireles 29' Simão 53' Almeida 56' Tiago 60' 88' Liédson 81' Ronaldo 87' | (1–0) Jegyzőkönyv Részletek |             |

| Cape Town Stadion, Fokváros Nézőszám: 63 644 Játékvezető: Pablo Pozo (chilei) |

| 2010. június 25. 16:00 |

| Portugália | 0–0                   | Brazília |
| ---------- | --------------------- | -------- |
|            | Jegyzőkönyv Részletek |          |

| Moses Mabhida Stadion, Durban Nézőszám: 62 712 Játékvezető: Benito Archundia (mexikói) |

| 2010. június 25. 16:00 |

| Észak-Korea | 0–3                         | Elefántcsontpart                     |
| ----------- | --------------------------- | ------------------------------------ |
|             | (0–2) Jegyzőkönyv Részletek | Yaya Touré 14' Romaric 20' Kalou 82' |

| Mbombela Stadion, Mbombela Nézőszám: 34 763 Játékvezető: Alberto Undiano Mallenco (spanyol) |

### H csoport
| Hely. | Csapat        | M | Gy | D | V | G+ | G– | Gk | P | Továbbjutás                                |
| ----- | ------------- | - | -- | - | - | -- | -- | -- | - | ------------------------------------------ |
| 1.    | Spanyolország | 3 | 2  | 0 | 1 | 4  | 2  | +2 | 6 | Továbbjutott az egyenes kieséses szakaszba |
| 2.    | Chile         | 3 | 2  | 0 | 1 | 3  | 2  | +1 | 6 | Továbbjutott az egyenes kieséses szakaszba |
| 3.    | Svájc         | 3 | 1  | 1 | 1 | 1  | 1  | 0  | 4 |                                            |
| 4.    | Honduras      | 3 | 0  | 1 | 2 | 0  | 3  | −3 | 1 |                                            |

| 2010. június 16. 13:30 (UTC+2) |

| Honduras | 0–1                         | Chile          |
| -------- | --------------------------- | -------------- |
|          | (0–1) Jegyzőkönyv Részletek | Beausejour 34' |

| Mbombela Stadion, Mbombela Nézőszám: 32 664 Játékvezető: Eddy Maillet (Seychelle-szigeteki) |

| 2010. június 16. 16:00 |

| Spanyolország | 0–1                         | Svájc         |
| ------------- | --------------------------- | ------------- |
|               | (0–0) Jegyzőkönyv Részletek | Fernandes 52' |

| Moses Mabhida Stadion, Durban Nézőszám: 62 453 Játékvezető: Howard Webb (angol) |

| 2010. június 21. 16:00 |

| Chile        | 1–0                         | Svájc       |
| ------------ | --------------------------- | ----------- |
| González 75' | (0–0) Jegyzőkönyv Részletek | Behrami 31′ |

| Nelson Mandela Bay Stadion, Port Elizabeth Nézőszám: 34 872 Játékvezető: Halíl al-Gamdi (Szaúd-arábiai) |

| 2010. június 21. 20:30 |

| Spanyolország | 2–0                         | Honduras |
| ------------- | --------------------------- | -------- |
| Villa 17' 51' | (1–0) Jegyzőkönyv Részletek |          |

| Ellis Park Stadion, Johannesburg Nézőszám: 54 386 Játékvezető: Nisimura Júicsi (japán) |

| 2010. június 25. 20:30 |

| Chile                       | 1–2                         | Spanyolország         |
| --------------------------- | --------------------------- | --------------------- |
| Estrada 21′, 37′ Millar 47' | (0–2) Jegyzőkönyv Részletek | Villa 24' Iniesta 37' |

| Loftus Versfeld Stadion, Pretoria Nézőszám: 41 958 Játékvezető: Marco Rodríguez (mexikói) |

| 2010. június 25. 20:30 |

| Svájc | 0–0                   | Honduras |
| ----- | --------------------- | -------- |
|       | Jegyzőkönyv Részletek |          |

| Free State Stadion, Bloemfontein Nézőszám: 28 042 Játékvezető: Héctor Baldassi (argentin) |

## Egyenes kieséses szakasz
Az egyenes kieséses szakaszban az a tizenhat csapat vett részt, amelyek a csoportkör során a saját csoportjuk első két helyének valamelyikén végeztek.
Az egyes találkozók győztes csapatai jutottak tovább a következő körbe. Ha a rendes játékidő végén döntetlen volt az eredmény, akkor 2×15 perces hosszabbítás következett. Ha a hosszabbítás után is egyenlő volt az állás, akkor büntetőpárbajra került sor.
|  |                             |                  |                            |                          |                          |                          |                           |               |               |               |                             |                             |                             |  |  |       |       |       |
|  | Nyolcaddöntők               | Nyolcaddöntők    | Nyolcaddöntők              |                          |                          | Negyeddöntők             | Negyeddöntők              | Negyeddöntők  |               |               | Elődöntők                   | Elődöntők                   | Elődöntők                   |  |  | Döntő | Döntő | Döntő |
|  | Nyolcaddöntők               | Nyolcaddöntők    | Nyolcaddöntők              |                          |                          | Negyeddöntők             | Negyeddöntők              | Negyeddöntők  |               |               | Elődöntők                   | Elődöntők                   | Elődöntők                   |  |  | Döntő | Döntő | Döntő |
|  | június 26. – Port Elizabeth |                  |                            |                          |                          |                          |                           |               |               |               |                             |                             |                             |  |  |       |       |       |
|  |                             |                  |                            |                          |                          |                          |                           |               |               |               |                             |                             |                             |  |  |       |       |       |
|  | A1                          | Uruguay          | 2                          |                          |                          |                          |                           |               |               |               |                             |                             |                             |  |  |       |       |       |
|  | A1                          | Uruguay          | 2                          | július 2. – Johannesburg |                          |                          |                           |               |               |               |                             |                             |                             |  |  |       |       |       |
|  | B2                          | Dél-Korea        | 1                          |                          |                          |                          |                           |               |               |               |                             |                             |                             |  |  |       |       |       |
|  | B2                          | Dél-Korea        | 1                          |                          |                          | Uruguay                  | Uruguay                   | 1 (4)         |               |               |                             |                             |                             |  |  |       |       |       |
|  | június 26. – Rustenburg     |                  |                            |                          |                          | Uruguay                  | Uruguay                   | 1 (4)         |               |               |                             |                             |                             |  |  |       |       |       |
|  |                             |                  | Ghána                      | Ghána                    | 1 (2)                    |                          |                           |               |               |               |                             |                             |                             |  |  |       |       |       |
|  | C1                          | Egyesült Államok | Ghána                      | Ghána                    | 1 (2)                    | 1                        |                           |               |               |               |                             |                             |                             |  |  |       |       |       |
|  | C1                          | Egyesült Államok |                            |                          |                          | 1                        | július 6. – Fokváros      |               |               |               |                             |                             |                             |  |  |       |       |       |
|  | D2                          | Ghána            | 2                          |                          |                          |                          |                           |               |               |               |                             |                             |                             |  |  |       |       |       |
|  | D2                          | Ghána            | 2                          |                          |                          | Uruguay                  | Uruguay                   | 2             |               |               |                             |                             |                             |  |  |       |       |       |
|  | június 28. – Durban         |                  |                            |                          |                          | Uruguay                  | Uruguay                   | 2             |               |               |                             |                             |                             |  |  |       |       |       |
|  |                             |                  | Hollandia                  | Hollandia                | 3                        |                          |                           |               |               |               |                             |                             |                             |  |  |       |       |       |
|  | E1                          | Hollandia        | Hollandia                  | Hollandia                | 3                        | 2                        |                           |               |               |               |                             |                             |                             |  |  |       |       |       |
|  | E1                          | Hollandia        | július 2. – Port Elizabeth |                          |                          | 2                        |                           |               |               |               |                             |                             |                             |  |  |       |       |       |
|  | F2                          | Szlovákia        | 1                          |                          |                          |                          |                           |               |               |               |                             |                             |                             |  |  |       |       |       |
|  | F2                          | Szlovákia        | 1                          |                          |                          | Hollandia                | Hollandia                 | 2             |               |               |                             |                             |                             |  |  |       |       |       |
|  | június 28. – Johannesburg   |                  |                            |                          |                          | Hollandia                | Hollandia                 | 2             |               |               |                             |                             |                             |  |  |       |       |       |
|  |                             |                  | Brazília                   | Brazília                 | 1                        |                          |                           |               |               |               |                             |                             |                             |  |  |       |       |       |
|  | G1                          | Brazília         | Brazília                   | Brazília                 | 1                        | 3                        |                           |               |               |               |                             |                             |                             |  |  |       |       |       |
|  | G1                          | Brazília         |                            |                          |                          | 3                        | július 11. – Johannesburg |               |               |               |                             |                             |                             |  |  |       |       |       |
|  | H2                          | Chile            | 0                          |                          |                          |                          |                           |               |               |               |                             |                             |                             |  |  |       |       |       |
|  | H2                          | Chile            | 0                          |                          |                          | Hollandia                | Hollandia                 | 0             |               |               |                             |                             |                             |  |  |       |       |       |
|  | június 27. – Johannesburg   |                  |                            |                          |                          | Hollandia                | Hollandia                 | 0             |               |               |                             |                             |                             |  |  |       |       |       |
|  |                             |                  | Spanyolország              | Spanyolország            | 1                        |                          |                           |               |               |               |                             |                             |                             |  |  |       |       |       |
|  | B1                          | Argentína        | Spanyolország              | Spanyolország            | 1                        | 3                        |                           |               |               |               |                             |                             |                             |  |  |       |       |       |
|  | B1                          | Argentína        | július 3. – Fokváros       |                          |                          | 3                        |                           |               |               |               |                             |                             |                             |  |  |       |       |       |
|  | A2                          | Mexikó           | 1                          |                          |                          |                          |                           |               |               |               |                             |                             |                             |  |  |       |       |       |
|  | A2                          | Mexikó           | 1                          |                          |                          | Argentína                | Argentína                 | 0             |               |               |                             |                             |                             |  |  |       |       |       |
|  | június 27. – Bloemfontein   |                  |                            |                          |                          | Argentína                | Argentína                 | 0             |               |               |                             |                             |                             |  |  |       |       |       |
|  |                             |                  | Németország                | Németország              | 4                        |                          |                           |               |               |               |                             |                             |                             |  |  |       |       |       |
|  | D1                          | Németország      | Németország                | Németország              | 4                        | 4                        |                           |               |               |               |                             |                             |                             |  |  |       |       |       |
|  | D1                          | Németország      |                            |                          |                          | 4                        | július 7. – Durban        |               |               |               |                             |                             |                             |  |  |       |       |       |
|  | C2                          | Anglia           | 1                          |                          |                          |                          |                           |               |               |               |                             |                             |                             |  |  |       |       |       |
|  | C2                          | Anglia           | 1                          |                          |                          | Németország              | Németország               | 0             |               |               |                             |                             |                             |  |  |       |       |       |
|  | június 29. – Pretoria       |                  |                            |                          |                          | Németország              | Németország               | 0             |               |               |                             |                             |                             |  |  |       |       |       |
|  |                             |                  | Spanyolország              | Spanyolország            | 1                        |                          |                           | Bronzmérkőzés | Bronzmérkőzés | Bronzmérkőzés |                             |                             |                             |  |  |       |       |       |
|  | F1                          | Paraguay         | Spanyolország              | Spanyolország            | 1                        | 0 (5)                    |                           |               |               | Bronzmérkőzés |                             |                             |                             |  |  |       |       |       |
|  | F1                          | Paraguay         |                            |                          | július 3. – Johannesburg | július 3. – Johannesburg | július 3. – Johannesburg  |               |               |               | július 10. – Port Elizabeth | július 10. – Port Elizabeth | július 10. – Port Elizabeth |  |  |       |       |       |
|  | E2                          | Japán            | 0 (3)                      |                          | július 3. – Johannesburg | július 3. – Johannesburg | július 3. – Johannesburg  |               |               |               | július 10. – Port Elizabeth | július 10. – Port Elizabeth | július 10. – Port Elizabeth |  |  |       |       |       |
|  | E2                          | Japán            | 0 (3)                      |                          |                          | Paraguay                 | Paraguay                  | 0             | Uruguay       | Uruguay       | 2                           |                             |                             |  |  |       |       |       |
|  | június 29. – Fokváros       |                  |                            |                          |                          | Paraguay                 | Paraguay                  | 0             | Uruguay       | Uruguay       | 2                           |                             |                             |  |  |       |       |       |
|  |                             |                  | Spanyolország              | Spanyolország            | 1                        |                          |                           | Németország   | Németország   | 3             |                             |                             |                             |  |  |       |       |       |
|  | H1                          | Spanyolország    | Spanyolország              | Spanyolország            | 1                        | 1                        |                           | Németország   | Németország   | 3             |                             |                             |                             |  |  |       |       |       |
|  | H1                          | Spanyolország    |                            |                          |                          |                          |                           |               |               |               |                             |                             |                             |  |  |       |       |       |
|  | G2                          | Portugália       | 0                          |                          |                          |                          |                           |               |               |               |                             |                             |                             |  |  |       |       |       |
|  | G2                          | Portugália       | 0                          |                          |                          |                          |                           |               |               |               |                             |                             |                             |  |  |       |       |       |

### Nyolcaddöntők
| 49. mérkőzés 2010. június 26. 16:00 |

| Uruguay       | 2–1                         | Dél-Korea        |
| ------------- | --------------------------- | ---------------- |
| Suárez 8' 80' | (1–0) Jegyzőkönyv Részletek | I Cshongjong 68' |

| Nelson Mandela Bay Stadion, Port Elizabeth Nézőszám: 30 597 Játékvezető: Wolfgang Stark (német) |

| 50. mérkőzés 2010. június 26. 20:30 |

| Egyesült Államok       | 1–2 (h. u.)                           | Ghána               |
| ---------------------- | ------------------------------------- | ------------------- |
| Donovan 62' (11-esből) | (0–1, 1–1, 1–2) Jegyzőkönyv Részletek | Boateng 5' Gyan 93' |

| Royal Bafokeng Stadion, Rustenburg Nézőszám: 34 976 Játékvezető: Kassai Viktor (magyar) |

| 51. mérkőzés 2010. június 27. 16:00 |

| Németország                           | 4–1                         | Anglia    |
| ------------------------------------- | --------------------------- | --------- |
| Klose 20' Podolski 32' Müller 67' 70' | (2–1) Jegyzőkönyv Részletek | Upson 37' |

| Free State Stadion, Bloemfontein Nézőszám: 40 510 Játékvezető: Jorge Larrionda (uruguayi) |

| 52. mérkőzés 2010. június 27. 20:30 |

| Argentína                 | 3–1                         | Mexikó        |
| ------------------------- | --------------------------- | ------------- |
| Tévez 26' 52' Higuaín 33' | (2–0) Jegyzőkönyv Részletek | Hernández 71' |

| Soccer City, Johannesburg Nézőszám: 84 377 Játékvezető: Roberto Rosetti (olasz) |

| 53. mérkőzés 2010. június 28. 16:00 |

| Hollandia               | 2–1                         | Szlovákia               |
| ----------------------- | --------------------------- | ----------------------- |
| Robben 18' Sneijder 84' | (1–0) Jegyzőkönyv Részletek | Vittek 90+4' (11-esből) |

| Moses Mabhida Stadion, Durban Nézőszám: 61 962 Játékvezető: Alberto Undiano Mallenco (spanyol) |

| 54. mérkőzés 2010. június 28. 20:30 |

| Brazília                              | 3–0                         | Chile |
| ------------------------------------- | --------------------------- | ----- |
| Juan 34' Luís Fabiano 38' Robinho 59' | (2–0) Jegyzőkönyv Részletek |       |

| Ellis Park Stadion, Johannesburg Nézőszám: 54 096 Játékvezető: Howard Webb (angol) |

| 55. mérkőzés 2010. június 29. 16:00 |

| Paraguay                                  | 0–0 (h. u.)           | Japán                     |
| ----------------------------------------- | --------------------- | ------------------------- |
|                                           | Jegyzőkönyv Részletek |                           |
| Büntetőpárbaj                             |                       |                           |
| É. Barreto Barrios Riveros Valdez Cardozo | 5–3                   | Endó Haszebe Komano Honda |

| Loftus Versfeld Stadion, Pretoria Nézőszám: 36 742 Játékvezető: Frank De Bleeckere (belga) |

| 56. mérkőzés 2010. június 29. 20:30 |

| Spanyolország | 1–0                         | Portugália        |
| ------------- | --------------------------- | ----------------- |
| Villa 63'     | (0–0) Jegyzőkönyv Részletek | Ricardo Costa 89′ |

| Cape Town Stadion, Fokváros Nézőszám: 62 955 Játékvezető: Héctor Baldassi (argentin) |

### Negyeddöntők
| 57. mérkőzés 2010. július 2. 16:00 |

| Hollandia        | 2–1                         | Brazília                    |
| ---------------- | --------------------------- | --------------------------- |
| Sneijder 53' 68' | (0–1) Jegyzőkönyv Részletek | Robinho 10' Felipe Melo 73′ |

| Nelson Mandela Bay Stadion, Port Elizabeth Nézőszám: 40 186 Játékvezető: Nisimura Júicsi (japán) |

| 58. mérkőzés 2010. július 2. 20:30 |

| Uruguay                               | 1–1 (h. u.)                           | Ghána                      |
| ------------------------------------- | ------------------------------------- | -------------------------- |
| Forlán 55' Suárez 120+1′              | (0–1, 1–1, 1–1) Jegyzőkönyv Részletek | Muntari 45+2'              |
| Büntetőpárbaj                         |                                       |                            |
| Forlán Victorino Scotti Pereira Abreu | 4–2                                   | Gyan Appiah Mensah Adiyiah |

| Soccer City, Johannesburg Nézőszám: 84 017 Játékvezető: Olegário Benquerença (portugál) |

| 59. mérkőzés 2010. július 3. 16:00 |

| Argentína | 0–4                         | Németország                           |
| --------- | --------------------------- | ------------------------------------- |
|           | (0–1) Jegyzőkönyv Részletek | Müller 3' Klose 68' 89' Friedrich 74' |

| Cape Town Stadion, Fokváros Nézőszám: 64 100 Játékvezető: Ravshan Ermatov (üzbég) |

| 60. mérkőzés 2010. július 3. 20:30 |

| Paraguay | 0–1                         | Spanyolország |
| -------- | --------------------------- | ------------- |
|          | (0–0) Jegyzőkönyv Részletek | Villa 83'     |

| Ellis Park Stadion, Johannesburg Nézőszám: 55 359 Játékvezető: Carlos Batres (guatemalai) |

### Elődöntők
| 61. mérkőzés 2010. július 6. 20:30 |

| Uruguay                     | 2–3                         | Hollandia                                   |
| --------------------------- | --------------------------- | ------------------------------------------- |
| Forlán 41' M. Pereira 90+2' | (1–1) Jegyzőkönyv Részletek | van Bronckhorst 18' Sneijder 70' Robben 73' |

| Cape Town Stadion, Fokváros Nézőszám: 62 479 Játékvezető: Ravshan Ermatov (üzbég) |

| 62. mérkőzés 2010. július 7. 20:30 |

| Németország | 0–1                         | Spanyolország |
| ----------- | --------------------------- | ------------- |
|             | (0–0) Jegyzőkönyv Részletek | Puyol 73'     |

| Moses Mabhida Stadion, Durban Nézőszám: 60 960 Játékvezető: Kassai Viktor (magyar) |

### Bronzmérkőzés
| 63. mérkőzés 2010. július 10. 20:30 |

| Uruguay               | 2–3                         | Németország                       |
| --------------------- | --------------------------- | --------------------------------- |
| Cavani 28' Forlán 51' | (1–1) Jegyzőkönyv Részletek | Müller 19' Jansen 56' Khedira 82' |

| Nelson Mandela Bay Stadion, Port Elizabeth Nézőszám: 36 254 Játékvezető: Benito Archundia (mexikói) |

### Döntő
| 64. mérkőzés 2010. július 11. 20:30 |

| Hollandia          | 0–1 (h. u.)                           | Spanyolország |
| ------------------ | ------------------------------------- | ------------- |
| Heitinga 57′, 109′ | (0–0, 0–0, 0–0) Jegyzőkönyv Részletek | Iniesta 116'  |

| Soccer City, Johannesburg Nézőszám: 84 490 Játékvezető: Howard Webb (angol) |

| A 2010-es labdarúgó-világbajnokság győztese |
| ------------------------------------------- |
| · Spanyolország · 1. cím                    |

## Gólszerzők
Sorrend: gólok száma, országzászló, játékosnév.
| 5 gólos - Wesley Sneijder - Thomas Müller - David Villa - Diego Forlán 4 gólos - Gonzalo Higuaín - Miroslav Klose - Róbert Vittek 3 gólos - Luís Fabiano - Landon Donovan - Asamoah Gyan - Luis Suárez 2 gólos - Brett Holman - Carlos Tévez - Elano - Robinho - I Dzsongszu - I Cshongjong - Arjen Robben - Honda Keiszuke - Samuel Eto’o - Javier Hernández Balcázar - Lukas Podolski - Kalu Uche - Tiago - Andrés Iniesta 1 gólos - Steven Gerrard - Jermain Defoe - Matthew Upson - Martín Demichelis - Gabriel Heinze - Martín Palermo | 1 gólos (folytatás) - Tim Cahill - Juan - Maicon - Jean Beausejour - Mark González - Rodrigo Millar - Nicklas Bendtner - Dennis Rommedahl - Jon Dahl Tomasson - Bongani Khumalo - Katlego Mphela - Siphiwe Tshabalala - Pak Csiszong - Pak Csujong - Michael Bradley - Clint Dempsey - Didier Drogba - Salomon Kalou - Ndri Romaric - Yaya Touré - Csi Junnam - Florent Malouda - Kevin-Prince Boateng - Sulley Muntari - Dimítrisz Szalpingídisz - Vaszílisz Toroszídisz - Klaas-Jan Huntelaar - Dirk Kuijt - Giovanni van Bronckhorst - Robin van Persie - Endó Jaszuhito - Okazaki Sindzsi - Rafael Márquez - Cuauhtémoc Blanco | 1 gólos (folytatás) - Cacau - Arne Friedrich - Marcell Jansen - Sami Khedira - Mesut Özil - Yakubu Aiyegbeni - Daniele de Rossi - Antonio di Natale - Vincenzo Iaquinta - Fabio Quagliarella - Antolín Alcaraz - Cristian Riveros - Enrique Vera - Hugo Almeida - Liédson - Raul Meireles - Cristiano Ronaldo - Simão - Carles Puyol - Gelson Fernandes - Milan Jovanović - Marko Pantelić - Valter Birsa - Robert Koren - Zlatan Ljubijankič - Kamil Kopúnek - Shane Smeltz - Winston Reid - Edinson Cavani - Álvaro Pereira - Maximiliano Pereira 1 öngólos - Daniel Agger (Hollandia ellen) - Pak Csujong (Argentína ellen) |

## Figyelmeztetések
Az a játékos, akit valamelyik mérkőzésen kiállítottak, vagy két különböző mérkőzésen egy-egy sárga lapot kapott, az a soron következő egy mérkőzésre szóló automatikus eltiltást kapott. A sárga lapokat a negyeddöntőket követően törölték. Amelyik játékos a negyeddöntőt megelőző valamelyik mérkőzésen és a negyeddöntőben kapott egy-egy sárga lapot, valamint ha a negyeddöntőben kiállították, az nem játszhatott az elődöntőben – de emiatt a döntőben már igen. Így a döntőben csak az a játékos nem játszhatott, akit az elődöntőben két sárga lapot követően vagy egyből kiállítottak.
Alapvető sorrend:
- kiállítások száma (csökkenő);
- második sárga lap miatti kiállítások száma (csökkenő);
- sárga lapok száma (csökkenő);
- országnév;
- játékosnév.

| Játékos                      | Nemzet                  | kiállítva | sárga lap · 2. sárga lap · kiállítva | Sárga lap | Összesen |
| ---------------------------- | ----------------------- | --------- | ------------------------------------ | --------- | -------- |
| Felipe Melo                  | Brazília                | 1         |                                      | 1         | 2        |
| Tim Cahill                   | Ausztrália              | 1         |                                      |           | 1        |
| Harry Kewell                 | Ausztrália              | 1         |                                      |           | 1        |
| Itumeleng Khune              | Dél-afrikai Köztársaság | 1         |                                      |           | 1        |
| Yoann Gourcuff               | Franciaország           | 1         |                                      |           | 1        |
| Sani Kaita                   | Nigéria                 | 1         |                                      |           | 1        |
| Ricardo Costa                | Portugália              | 1         |                                      |           | 1        |
| Valon Behrami                | Svájc                   | 1         |                                      |           | 1        |
| Luis Alberto Suárez          | Uruguay                 | 1         |                                      |           | 1        |
| Kaká                         | Brazília                |           | 1                                    | 1         | 2        |
| Aleksandar Luković           | Szerbia                 |           | 1                                    | 1         | 2        |
| John Heitinga                | Hollandia               |           | 1                                    | 1         | 2        |
| Abd el-Káder Gezál           | Algéria                 |           | 1                                    |           | 1        |
| Antar Jahja                  | Algéria                 |           | 1                                    |           | 1        |
| Marco Estrada                | Chile                   |           | 1                                    |           | 1        |
| Miroslav Klose               | Németország             |           | 1                                    |           | 1        |
| Nicolás Lodeiro              | Uruguay                 |           | 1                                    |           | 1        |
| Nigel de Jong                | Hollandia               |           |                                      | 3         | 3        |
| Gregory van der Wiel         | Hollandia               |           |                                      | 3         | 3        |
| Víctor Cáceres               | Paraguay                |           |                                      | 3         | 3        |
| Haszán Jebda                 | Algéria                 |           |                                      | 2         | 2        |
| Medi Laszen                  | Algéria                 |           |                                      | 2         | 2        |
| Jamie Carragher              | Anglia                  |           |                                      | 2         | 2        |
| Glen Johnson                 | Anglia                  |           |                                      | 2         | 2        |
| Jonás Gutiérrez              | Argentína               |           |                                      | 2         | 2        |
| Javier Mascherano            | Argentína               |           |                                      | 2         | 2        |
| Craig Moore                  | Ausztrália              |           |                                      | 2         | 2        |
| Ramires                      | Brazília                |           |                                      | 2         | 2        |
| Carlos Carmona               | Chile                   |           |                                      | 2         | 2        |
| Gary Medel                   | Chile                   |           |                                      | 2         | 2        |
| Waldo Ponce                  | Chile                   |           |                                      | 2         | 2        |
| Matías Fernández             | Chile                   |           |                                      | 2         | 2        |
| Kagisho Dikgacoi             | Dél-afrikai Köztársaság |           |                                      | 2         | 2        |
| Steve Cherundolo             | Egyesült Államok        |           |                                      | 2         | 2        |
| Robbie Findley               | Egyesült Államok        |           |                                      | 2         | 2        |
| Simon Kjær                   | Dánia                   |           |                                      | 2         | 2        |
| Jérémy Toulalan              | Franciaország           |           |                                      | 2         | 2        |
| André Ayew                   | Ghána                   |           |                                      | 2         | 2        |
| Jonathan Mensah              | Ghána                   |           |                                      | 2         | 2        |
| Wilson Palacios              | Honduras                |           |                                      | 2         | 2        |
| Arjen Robben                 | Hollandia               |           |                                      | 2         | 2        |
| Mark van Bommel              | Hollandia               |           |                                      | 2         | 2        |
| Giovanni van Bronckhorst     | Hollandia               |           |                                      | 2         | 2        |
| Robin van Persie             | Hollandia               |           |                                      | 2         | 2        |
| Endó Jaszuhito               | Japán                   |           |                                      | 2         | 2        |
| Nagatomo Júto                | Japán                   |           |                                      | 2         | 2        |
| Stephane Mbia                | Kamerun                 |           |                                      | 2         | 2        |
| Nicolas N’Koulou             | Kamerun                 |           |                                      | 2         | 2        |
| Efraín Juárez                | Mexikó                  |           |                                      | 2         | 2        |
| Cacau                        | Németország             |           |                                      | 2         | 2        |
| Arne Friedrich               | Németország             |           |                                      | 2         | 2        |
| Thomas Müller                | Németország             |           |                                      | 2         | 2        |
| Chinedu Obasi                | Nigéria                 |           |                                      | 2         | 2        |
| Pedro Mendes                 | Portugália              |           |                                      | 2         | 2        |
| Zdeno Štrba                  | Szlovákia               |           |                                      | 2         | 2        |
| Bojan Jokić                  | Szlovénia               |           |                                      | 2         | 2        |
| Ryan Nelsen                  | Új-Zéland               |           |                                      | 2         | 2        |
| Jorge Fucile                 | Uruguay                 |           |                                      | 2         | 2        |
| Diego Pérez                  | Uruguay                 |           |                                      | 2         | 2        |
| Gabriel Heinze               | Argentína               |           |                                      | 1         | 1        |
| Michael Beauchamp            | Ausztrália              |           |                                      | 1         | 1        |
| Brett Emerton                | Ausztrália              |           |                                      | 1         | 1        |
| Luke Wilkshire               | Ausztrália              |           |                                      | 1         | 1        |
| Steven Gerrard               | Anglia                  |           |                                      | 1         | 1        |
| James Milner                 | Anglia                  |           |                                      | 1         | 1        |
| Mario Bolatti                | Argentína               |           |                                      | 1         | 1        |
| Nicolás Otamendi             | Argentína               |           |                                      | 1         | 1        |
| Lucas Neill                  | Ausztrália              |           |                                      | 1         | 1        |
| Carl Valeri                  | Ausztrália              |           |                                      | 1         | 1        |
| Michel Bastos                | Brazília                |           |                                      | 1         | 1        |
| Luís Fabiano                 | Brazília                |           |                                      | 1         | 1        |
| Juan                         | Brazília                |           |                                      | 1         | 1        |
| Ismael Fuentes               | Chile                   |           |                                      | 1         | 1        |
| Rodrigo Millar               | Chile                   |           |                                      | 1         | 1        |
| Humberto Suazo               | Chile                   |           |                                      | 1         | 1        |
| Jorge Valdivia               | Chile                   |           |                                      | 1         | 1        |
| Arturo Vidal                 | Chile                   |           |                                      | 1         | 1        |
| Nicklas Bendtner             | Dánia                   |           |                                      | 1         | 1        |
| Per Krøldrup                 | Dánia                   |           |                                      | 1         | 1        |
| Christian Poulsen            | Dánia                   |           |                                      | 1         | 1        |
| Thomas Sørensen              | Dánia                   |           |                                      | 1         | 1        |
| I Cshongjong                 | Dél-Korea               |           |                                      | 1         | 1        |
| Csha Duri                    | Dél-Korea               |           |                                      | 1         | 1        |
| Kim Dzsongu                  | Dél-Korea               |           |                                      | 1         | 1        |
| Jom Gihun                    | Dél-Korea               |           |                                      | 1         | 1        |
| Cso Jonghjong                | Dél-Korea               |           |                                      | 1         | 1        |
| Kim Namil                    | Dél-Korea               |           |                                      | 1         | 1        |
| Tsepo Masilela               | Dél-afrikai Köztársaság |           |                                      | 1         | 1        |
| Steven Pienaar               | Dél-afrikai Köztársaság |           |                                      | 1         | 1        |
| Jozy Altidore                | Egyesült Államok        |           |                                      | 1         | 1        |
| DaMarcus Beasley             | Egyesült Államok        |           |                                      | 1         | 1        |
| Carlos Bocanegra             | Egyesült Államok        |           |                                      | 1         | 1        |
| Ricardo Clark                | Egyesült Államok        |           |                                      | 1         | 1        |
| Jay DeMerit                  | Egyesült Államok        |           |                                      | 1         | 1        |
| Guy Demel                    | Elefántcsontpart        |           |                                      | 1         | 1        |
| Kader Keïta                  | Elefántcsontpart        |           |                                      | 1         | 1        |
| Siaka Tiéné                  | Elefántcsontpart        |           |                                      | 1         | 1        |
| Cheick Tioté                 | Elefántcsontpart        |           |                                      | 1         | 1        |
| Didier Zokora                | Elefántcsontpart        |           |                                      | 1         | 1        |
| Pak Csholcsin                | Észak-Korea             |           |                                      | 1         | 1        |
| Hong Jongdzso                | Észak-Korea             |           |                                      | 1         | 1        |
| Éric Abidal                  | Franciaország           |           |                                      | 1         | 1        |
| Abou Diaby                   | Franciaország           |           |                                      | 1         | 1        |
| Patrice Evra                 | Franciaország           |           |                                      | 1         | 1        |
| Franck Ribéry                | Franciaország           |           |                                      | 1         | 1        |
| Aléxandrosz Dziólisz         | Görögország             |           |                                      | 1         | 1        |
| Konsztandínosz Kacuránisz    | Görögország             |           |                                      | 1         | 1        |
| Szokrátisz Papasztathópulosz | Görögország             |           |                                      | 1         | 1        |
| Jórgosz Szamarász            | Görögország             |           |                                      | 1         | 1        |
| Vaszílisz Toroszídisz        | Görögország             |           |                                      | 1         | 1        |
| Lee Addy                     | Ghána                   |           |                                      | 1         | 1        |
| Anthony Annan                | Ghána                   |           |                                      | 1         | 1        |
| John Mensah                  | Ghána                   |           |                                      | 1         | 1        |
| Prince Tagoe                 | Ghána                   |           |                                      | 1         | 1        |
| John Paintsil                | Ghána                   |           |                                      | 1         | 1        |
| Hans Sarpei                  | Ghána                   |           |                                      | 1         | 1        |
| Isaac Vorsah                 | Ghána                   |           |                                      | 1         | 1        |
| Khalid Boulahrouz            | Hollandia               |           |                                      | 1         | 1        |
| Dirk Kuijt                   | Hollandia               |           |                                      | 1         | 1        |
| Joris Mathijsen              | Hollandia               |           |                                      | 1         | 1        |
| André Ooijer                 | Hollandia               |           |                                      | 1         | 1        |
| Wesley Sneijder              | Hollandia               |           |                                      | 1         | 1        |
| Maarten Stekelenburg         | Hollandia               |           |                                      | 1         | 1        |
| Rafael van der Vaart         | Hollandia               |           |                                      | 1         | 1        |
| Osman Chávez                 | Honduras                |           |                                      | 1         | 1        |
| Emilio Izaguirre             | Honduras                |           |                                      | 1         | 1        |
| David Suazo                  | Honduras                |           |                                      | 1         | 1        |
| Hendry Thomas                | Honduras                |           |                                      | 1         | 1        |
| Danilo Turcios               | Honduras                |           |                                      | 1         | 1        |
| Macui Daiszuke               | Japán                   |           |                                      | 1         | 1        |
| Abe Júki                     | Japán                   |           |                                      | 1         | 1        |
| Honda Keiszuke               | Japán                   |           |                                      | 1         | 1        |
| Sébastien Bassong            | Kamerun                 |           |                                      | 1         | 1        |
| Israel Castro                | Mexikó                  |           |                                      | 1         | 1        |
| Guillermo Franco             | Mexikó                  |           |                                      | 1         | 1        |
| Javier Hernandez             | Mexikó                  |           |                                      | 1         | 1        |
| Rafael Márquez               | Mexikó                  |           |                                      | 1         | 1        |
| Héctor Moreno                | Mexikó                  |           |                                      | 1         | 1        |
| Francisco Rodríguez          | Mexikó                  |           |                                      | 1         | 1        |
| Gerardo Torrado              | Mexikó                  |           |                                      | 1         | 1        |
| Dennis Aogo                  | Németország             |           |                                      | 1         | 1        |
| Sami Khedira                 | Németország             |           |                                      | 1         | 1        |
| Philipp Lahm                 | Németország             |           |                                      | 1         | 1        |
| Mesut Özil                   | Németország             |           |                                      | 1         | 1        |
| Bastian Schweinsteiger       | Németország             |           |                                      | 1         | 1        |
| Vincent Enyeama              | Nigéria                 |           |                                      | 1         | 1        |
| Lukman Haruna                | Nigéria                 |           |                                      | 1         | 1        |
| Ayila Yussuf                 | Nigéria                 |           |                                      | 1         | 1        |
| Mauro Camoranesi             | Olaszország             |           |                                      | 1         | 1        |
| Fabio Cannavaro              | Olaszország             |           |                                      | 1         | 1        |
| Giorgio Chiellini            | Olaszország             |           |                                      | 1         | 1        |
| Simone Pepe                  | Olaszország             |           |                                      | 1         | 1        |
| Fabio Quagliarella           | Olaszország             |           |                                      | 1         | 1        |
| Antolín Alcaraz              | Paraguay                |           |                                      | 1         | 1        |
| Claudio Morel                | Paraguay                |           |                                      | 1         | 1        |
| Cristian Riveros             | Paraguay                |           |                                      | 1         | 1        |
| Roque Santa Cruz             | Paraguay                |           |                                      | 1         | 1        |
| Jonathan Santana             | Paraguay                |           |                                      | 1         | 1        |
| Enrique Vera                 | Paraguay                |           |                                      | 1         | 1        |
| Hugo Almeida                 | Portugália              |           |                                      | 1         | 1        |
| Fábio Coentrão               | Portugália              |           |                                      | 1         | 1        |
| Duda                         | Portugália              |           |                                      | 1         | 1        |
| Pepe                         | Portugália              |           |                                      | 1         | 1        |
| Tiago                        | Portugália              |           |                                      | 1         | 1        |
| Cristiano Ronaldo            | Portugália              |           |                                      | 1         | 1        |
| Xabi Alonso                  | Spanyolország           |           |                                      | 1         | 1        |
| Sergio Busquets              | Spanyolország           |           |                                      | 1         | 1        |
| Joan Capdevila               | Spanyolország           |           |                                      | 1         | 1        |
| Andrés Iniesta               | Spanyolország           |           |                                      | 1         | 1        |
| Sergio Ramos                 | Spanyolország           |           |                                      | 1         | 1        |
| Gerard Piqué                 | Spanyolország           |           |                                      | 1         | 1        |
| Carles Puyol                 | Spanyolország           |           |                                      | 1         | 1        |
| Xavi                         | Spanyolország           |           |                                      | 1         | 1        |
| Branislav Ivanović           | Szerbia                 |           |                                      | 1         | 1        |
| Aleksandar Kolarov           | Szerbia                 |           |                                      | 1         | 1        |
| Zdravko Kuzmanović           | Szerbia                 |           |                                      | 1         | 1        |
| Miloš Ninković               | Szerbia                 |           |                                      | 1         | 1        |
| Neven Subotić                | Szerbia                 |           |                                      | 1         | 1        |
| Nemanja Vidić                | Szerbia                 |           |                                      | 1         | 1        |
| Nikola Žigić                 | Szerbia                 |           |                                      | 1         | 1        |
| Ján Ďurica                   | Szlovákia               |           |                                      | 1         | 1        |
| Kamil Kopúnek                | Szlovákia               |           |                                      | 1         | 1        |
| Juraj Kucka                  | Szlovákia               |           |                                      | 1         | 1        |
| Ján Mucha                    | Szlovákia               |           |                                      | 1         | 1        |
| Peter Pekarík                | Szlovákia               |           |                                      | 1         | 1        |
| Stanislav Šesták             | Szlovákia               |           |                                      | 1         | 1        |
| Martin Škrtel                | Szlovákia               |           |                                      | 1         | 1        |
| Róbert Vittek                | Szlovákia               |           |                                      | 1         | 1        |
| Vladimír Weiss               | Szlovákia               |           |                                      | 1         | 1        |
| Valter Birsa                 | Szlovénia               |           |                                      | 1         | 1        |
| Boštjan Cesar                | Szlovénia               |           |                                      | 1         | 1        |
| Zlatko Dedič                 | Szlovénia               |           |                                      | 1         | 1        |
| Andraž Kirm                  | Szlovénia               |           |                                      | 1         | 1        |
| Andrej Komac                 | Szlovénia               |           |                                      | 1         | 1        |
| Aleksander Radosavljevič     | Szlovénia               |           |                                      | 1         | 1        |
| Marko Šuler                  | Szlovénia               |           |                                      | 1         | 1        |
| Tranquillo Barnetta          | Svájc                   |           |                                      | 1         | 1        |
| Diego Benaglio               | Svájc                   |           |                                      | 1         | 1        |
| Gelson Fernandes             | Svájc                   |           |                                      | 1         | 1        |
| Stéphane Grichting           | Svájc                   |           |                                      | 1         | 1        |
| Gökhan Inler                 | Svájc                   |           |                                      | 1         | 1        |
| Blaise Nkufo                 | Svájc                   |           |                                      | 1         | 1        |
| Hakan Yakın                  | Svájc                   |           |                                      | 1         | 1        |
| Reto Ziegler                 | Svájc                   |           |                                      | 1         | 1        |
| Rory Fallon                  | Új-Zéland               |           |                                      | 1         | 1        |
| Tony Lochhead                | Új-Zéland               |           |                                      | 1         | 1        |
| Winston Reid                 | Új-Zéland               |           |                                      | 1         | 1        |
| Tommy Smith                  | Új-Zéland               |           |                                      | 1         | 1        |
| Egidio Arévalo               | Uruguay                 |           |                                      | 1         | 1        |
| Martín Cáceres               | Uruguay                 |           |                                      | 1         | 1        |
| Diego Lugano                 | Uruguay                 |           |                                      | 1         | 1        |
| Maximiliano Pereira          | Uruguay                 |           |                                      | 1         | 1        |
| Mauricio Victorino           | Uruguay                 |           |                                      | 1         | 1        |

Forrás: FIFA.com Archiválva 2011. február 9-i dátummal a Wayback Machine-ben

## Díjak
A FIFA a következő díjakat osztotta ki a világbajnokság után:
„Arany-”, „Ezüst-” és „Bronzcipő”
Az „Aranycipő” díjat az a játékos kapta, aki a legtöbb gólt szerezte a világbajnokságon. Ha két vagy több játékos ugyanannyi gólt ért el, akkor a gólpasszok száma döntött (a FIFA Technikai Bizottságának döntése alapján). Ha ez is egyenlő, akkor a játszott percek számítottak, a kevesebb időt pályán töltött játékos végzett előrébb. Az „Ezüst-” és „Bronzcipő” díjat a második és harmadik helyen végzett játékosok kapták.
„Arany-”, „Ezüst-” és „Bronzlabda”
Az „Aranylabda” díjat a torna legjobb játékosa kapta, erről az eseményre akkreditált újságírók szavazatai döntöttek. Az „Ezüst-” és „Bronzlabda” díjat a második és harmadik helyen végzett játékosok kapták. Az elődöntők után, július 9-én a FIFA ismert játékosokból és edzőkből álló Technikai Bizottsága tíz játékost jelölt a díjra.
| - Diego Forlán - Asamoah Gyan - Andrés Iniesta - Lionel Messi - Mesut Özil | - Arjen Robben - Bastian Schweinsteiger - Wesley Sneijder - David Villa - Xavi Hernández |

Legjobb kapus
A legjobb kapus díját a FIFA Technikai Bizottsága által megválasztott kapus kapta.
Legjobb fiatal játékos
A FIFA különdíjjal jutalmazta a legjobb 21 éven aluli játékost, az 1989. január 1-je után született labdarúgók közül. Az elődöntők után, július 9-én a FIFA ismert játékosokból és edzőkből álló Technikai Bizottsága három játékost jelölt a díjra:
- Thomas Müller
- André Ayew
- Giovani dos Santos

FIFA Fair Play-díj
A FIFA Fair Play-díjat annak a csapat tagjai kapták, amely a fair play-verseny első helyén végeztek. A díjon kívül 50 000 dollár jutalomban is részesültek, amelyet utánpótlás-nevelésre használhattak fel.
| Aranycipő              | Ezüstcipő                               | Bronzcipő                               |
| ---------------------- | --------------------------------------- | --------------------------------------- |
| Thomas Müller          | David Villa                             | Wesley Sneijder                         |
| 5 gólos (3 gólpassz)   | 5 gólos (1 gólpassz, 635 perc játékidő) | 5 gólos (1 gólpassz, 652 perc játékidő) |
| Aranylabda             | Ezüstlabda                              | Bronzlabda                              |
| Diego Forlán           | Wesley Sneijder                         | David Villa                             |
| Legjobb kapus          |                                         |                                         |
| Iker Casillas          |                                         |                                         |
| Legjobb fiatal játékos |                                         |                                         |
| Thomas Müller          |                                         |                                         |
| FIFA Fair Play-díj     |                                         |                                         |
| Spanyolország          |                                         |                                         |

## A világbajnokság álom tizenegye
A világbajnokság álomcsapatának tagjaira nyilvánosan lehetett szavazni a fifa.com weboldalon, 2010. július 11-én 23:59-ig. A szavazás alapján összeállított álomcsapat:
| Kapus                                   | Védők                                                   | Középpályások                                         | Csatárok                               |
| --------------------------------------- | ------------------------------------------------------- | ----------------------------------------------------- | -------------------------------------- |
| Iker Casillas                           | Sergio Ramos Arne Friedrich Carles Puyol Fábio Coentrão | Bastian Schweinsteiger Wesley Sneijder Andrés Iniesta | Thomas Müller Diego Forlán David Villa |
| Szövetségi kapitány: Vicente del Bosque |                                                         |                                                       |                                        |

## Végeredmény
Az első négy helyezett utáni sorrend nem tekinthető hivatalosnak, mivel ezekért a helyekért nem játszottak mérkőzéseket. Ezért e helyezések meghatározása a következők szerint történt:
1. több szerzett pont (a 11-esekkel eldöntött találkozók a hosszabbítást követő eredménnyel, döntetlenként vannak feltüntetve),

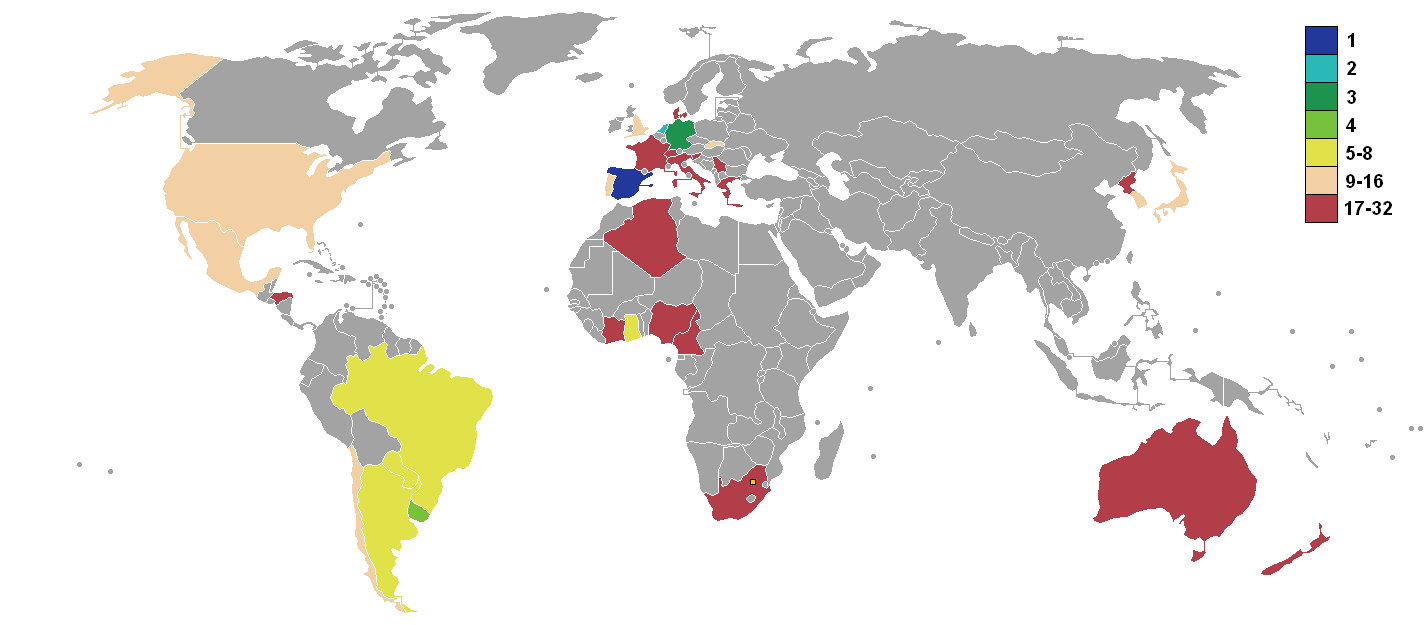
A 2010-es labdarúgó-világbajnokságon részt vevő országok helyezései

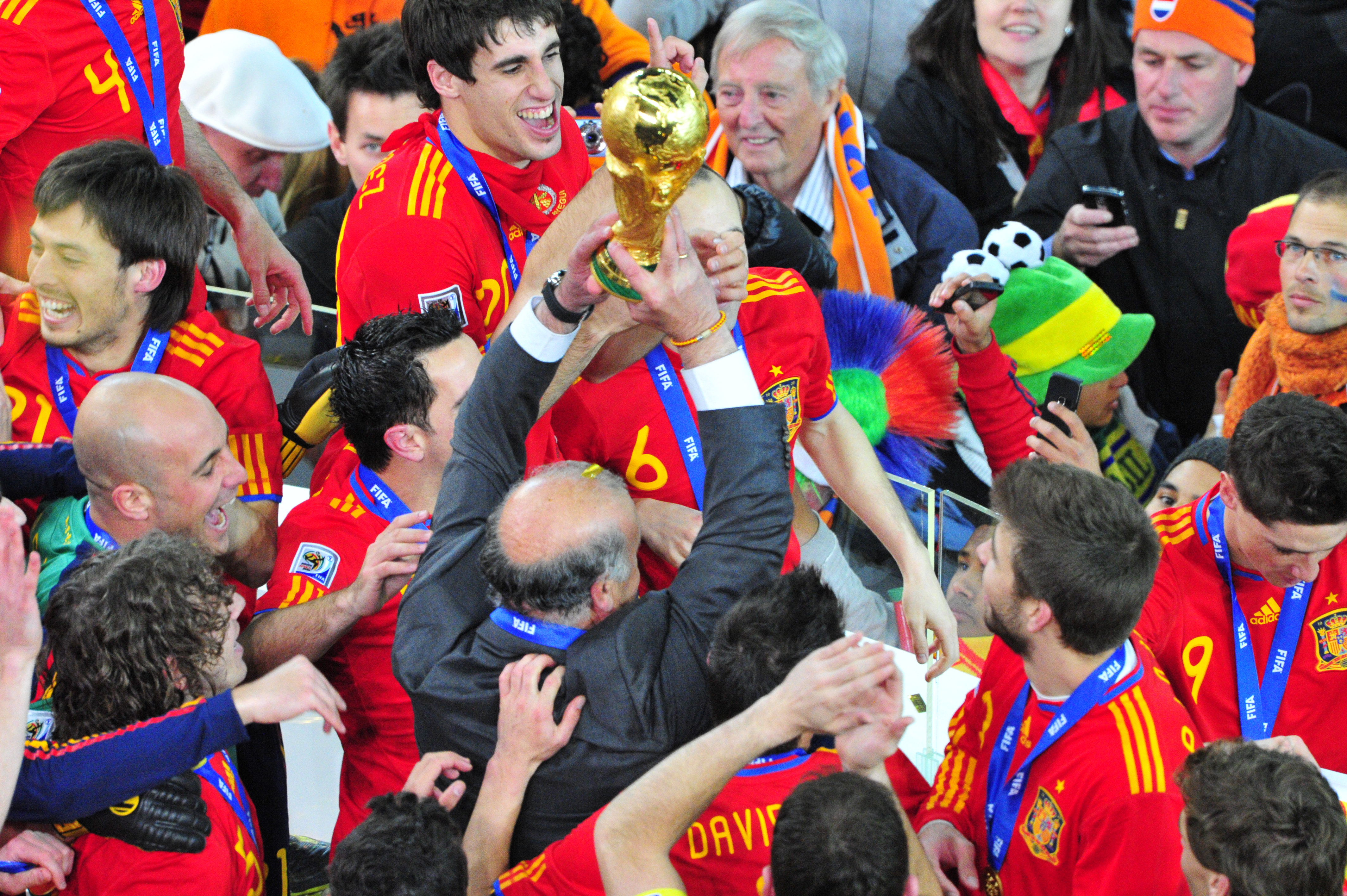
A spanyolok a világbajnoki trófeával

2. jobb gólkülönbség,
3. több szerzett gól,
4. nemzetnév.

| Hely. | Csapat                      | M | Gy | D | V | G+ | G– | Gk  | P  |
| ----- | --------------------------- | - | -- | - | - | -- | -- | --- | -- |
|       | Spanyolország               | 7 | 6  | 0 | 1 | 8  | 2  | +6  | 18 |
|       | Hollandia                   | 7 | 6  | 0 | 1 | 12 | 6  | +6  | 18 |
|       | Németország                 | 7 | 5  | 0 | 2 | 16 | 5  | +11 | 15 |
| 4.    | Uruguay                     | 7 | 3  | 2 | 2 | 11 | 8  | +3  | 11 |
|       |                             |   |    |   |   |    |    |     |    |
| 5.    | Argentína                   | 5 | 4  | 0 | 1 | 10 | 6  | +4  | 12 |
| 6.    | Brazília                    | 5 | 3  | 1 | 1 | 9  | 4  | +5  | 10 |
| 7.    | Ghána                       | 5 | 2  | 2 | 1 | 5  | 4  | +1  | 8  |
| 8.    | Paraguay                    | 5 | 1  | 3 | 1 | 3  | 2  | +1  | 6  |
|       |                             |   |    |   |   |    |    |     |    |
| 9.    | Japán                       | 4 | 2  | 1 | 1 | 4  | 2  | +2  | 7  |
| 10.   | Chile                       | 4 | 2  | 0 | 2 | 3  | 5  | −2  | 6  |
| 11.   | Portugália                  | 4 | 1  | 2 | 1 | 7  | 1  | +6  | 5  |
| 12.   | Egyesült Államok            | 4 | 1  | 2 | 1 | 5  | 5  | 0   | 5  |
| 13.   | Anglia                      | 4 | 1  | 2 | 1 | 3  | 5  | −2  | 5  |
| 14.   | Mexikó                      | 4 | 1  | 1 | 2 | 4  | 5  | −1  | 4  |
| 15.   | Dél-Korea                   | 4 | 1  | 1 | 2 | 6  | 8  | −2  | 4  |
| 16.   | Szlovákia                   | 4 | 1  | 1 | 2 | 5  | 7  | −2  | 4  |
|       |                             |   |    |   |   |    |    |     |    |
| 17.   | Elefántcsontpart            | 3 | 1  | 1 | 1 | 4  | 3  | +1  | 4  |
| 18.   | Szlovénia                   | 3 | 1  | 1 | 1 | 3  | 3  | 0   | 4  |
| 19.   | Svájc                       | 3 | 1  | 1 | 1 | 1  | 1  | 0   | 4  |
| 20.   | Dél-afrikai Köztársaság (R) | 3 | 1  | 1 | 1 | 3  | 5  | −2  | 4  |
| 21.   | Ausztrália                  | 3 | 1  | 1 | 1 | 3  | 6  | −3  | 4  |
| 22.   | Új-Zéland                   | 3 | 0  | 3 | 0 | 2  | 2  | 0   | 3  |
| 23.   | Szerbia                     | 3 | 1  | 0 | 2 | 2  | 3  | −1  | 3  |
| 24.   | Dánia                       | 3 | 1  | 0 | 2 | 3  | 6  | −3  | 3  |
| 25.   | Görögország                 | 3 | 1  | 0 | 2 | 2  | 5  | −3  | 3  |
| 26.   | Olaszország                 | 3 | 0  | 2 | 1 | 4  | 5  | −1  | 2  |
| 27.   | Nigéria                     | 3 | 0  | 1 | 2 | 3  | 5  | −2  | 1  |
| 28.   | Algéria                     | 3 | 0  | 1 | 2 | 0  | 2  | −2  | 1  |
| 29.   | Franciaország               | 3 | 0  | 1 | 2 | 1  | 4  | −3  | 1  |
| 30.   | Honduras                    | 3 | 0  | 1 | 2 | 0  | 3  | −3  | 1  |
| 31.   | Kamerun                     | 3 | 0  | 0 | 3 | 2  | 5  | −3  | 0  |
| 32.   | Észak-Korea                 | 3 | 0  | 0 | 3 | 1  | 12 | −11 | 0  |

## Történelmi események, rekordok
- Szlovákia önálló országként először vett részt labdarúgó-világbajnokságon, korábban Csehszlovákia részeként szerepelt. Szlovákia történetének első világbajnoki gólját az Új-Zéland elleni mérkőzésen Róbert Vittek szerezte. Ugyanezen a mérkőzésen Új-Zéland és Szlovákia is történetének első világbajnoki pontját szerezte.[33][34]
- Carlos Alberto Parreira a dél-afrikaiak szövetségi kapitánya a hatodik világbajnokságon vett részt: 1982-ben Kuvait, 1986-ban az Egyesült Arab Emírségek, 1994-ben Brazília, 1998-ban Szaúd-Arábia, majd 2006-ban ismét Brazília szövetségi kapitánya volt.[35]
- Otto Rehhagel a görögök szövetségi kapitánya lett a világbajnokságok történetének legidősebb szövetségi kapitánya, 2010. június 12-én a Dél-Korea elleni mérkőzésen 71 éves és 307 napos volt.[36]
- A világbajnokságok történetének 2100. gólját – amely a torna 37. gólja volt – a mexikói Javier Hernández szerezte a Franciaország–Mexikó mérkőzés 64. percében.[37]
- Görögország történetének első világbajnoki gólját Dimítrisz Szalpingídisz szerezte a Görögország–Nigéria mérkőzés 44. percében. A mérkőzésen Görögország nyert, ami egyben a görögök első világbajnoki pontjait és győzelmét is jelentette. Görögország korábban 1994-ben vett részt világbajnokságon, de akkor három vereséggel és szerzett gól nélkül kiestek a csoportkörben.[38]
- Az egymást követő világbajnoki mérkőzéseket tekintve Svájc megdöntötte az Olaszország által tartott kapott gól nélküli játékidő rekordját. A svájciak 1994-ben a nyolcaddöntőben, Spanyolországtól, a 86. percben kaptak utoljára gólt. Ezt követően 2006-ban szerepeltek ismét, amikor négy – köztük egy hosszabbításos – mérkőzésen sem, és a dél-afrikai torna első mérkőzésén sem kaptak gólt. Végül a második mérkőzésük 75. percében Chile szerzett gólt ellenük. Az új rekord így 559 perc lett.[39][40]
- A vb-k történetében először esett ki a házigazda a csoportkörben, illetve az első fordulóban,[41] és szintén az első alkalommal fordult elő, hogy az előző világbajnokság két döntőse (Olaszország és Franciaország) a csoportkörben kiesett.[42]
- A spanyol csapat játékosai a csoportkörben egyetlen sárga vagy piros lapot sem kaptak. Legutóbb erre 1986-ban volt példa, akkor a magyar csapat játékosai nem kaptak egyetlen lapot sem, de a csoportkör után kiestek.[43]
- A világbajnokságok történetének 2200. gólját – amely a torna 137. gólja volt – a holland Arjen Robben szerezte az Uruguay – Hollandia elődöntő 73. percében.[44]
- A világbajnokságok történetében először fordult elő, hogy európai csapat Európán kívül nyert világbajnokságot.[44]
- Spanyolország a labdarúgás történetének nyolcadik világbajnoka lett.[1]
- Az összesítésben 22. helyen végző Új-Zéland válogatottja volt az egyetlen csapat, amely veretlenül zárta a világbajnokságot.[45]
- Hollandia 15 mérkőzésből a vb-n(selejtezőket is beleszámítva) csak a döntőt bukta el.A többi 14 mérkőzést megnyerte rendes játékidőben.

## A FIFA-világranglista változása
Az alábbi táblázat tartalmazza a világbajnokságon részt vevő csapatok világbajnokság előtti és utáni helyezéseit és pontszámait, illetve azok változását a FIFA-világranglistán. A táblázat a FIFA által 2010. július 14-én közzétett ranglista szerinti sorrendben tünteti fel a válogatottakat.

| Nemzet                  | Helyezés a világbajnokság előtt | Pontszám a világbajnokság előtt | Helyezés a világbajnokság után | Pontszám a világbajnokság után | Változás (helyezés) | Változás (pontszám) |
| ----------------------- | ------------------------------- | ------------------------------- | ------------------------------ | ------------------------------ | ------------------- | ------------------- |
| Spanyolország           | 2.                              | 1565                            | 1.                             | 1883                           | +01                 | +318                |
| Hollandia               | 4.                              | 1231                            | 2.                             | 1659                           | +02                 | +428                |
| Brazília                | 1.                              | 1611                            | 3.                             | 1536                           | –02                 | –075                |
| Németország             | 6.                              | 1082                            | 4.                             | 1464                           | +02                 | +382                |
| Argentína               | 7.                              | 1076                            | 5.                             | 1289                           | +02                 | +213                |
| Uruguay                 | 16.                             | 899                             | 6.                             | 1152                           | +10                 | +253                |
| Anglia                  | 8.                              | 1068                            | 7.                             | 1125                           | +01                 | +057                |
| Portugália              | 3.                              | 1249                            | 8.                             | 1062                           | –05                 | –187                |
| Chile                   | 18.                             | 888                             | 10.                            | 988                            | +08                 | +100                |
| Olaszország             | 5.                              | 1184                            | 11.                            | 982                            | –06                 | –202                |
| Görögország             | 13.                             | 964                             | 12.                            | 975                            | +01                 | +011                |
| Egyesült Államok        | 14.                             | 957                             | 13.                            | 969                            | +01                 | +012                |
| Szerbia                 | 15.                             | 947                             | 14.                            | 969                            | +02                 | +022                |
| Paraguay                | 31.                             | 820                             | 16.                            | 961                            | +15                 | +141                |
| Svájc                   | 24.                             | 866                             | 18.                            | 940                            | +06                 | +074                |
| Szlovénia               | 25.                             | 860                             | 19.                            | 917                            | +06                 | +057                |
| Ausztrália              | 20.                             | 886                             | 20.                            | 911                            | 0                   | +025                |
| Franciaország           | 9.                              | 1044                            | 21.                            | 890                            | –12                 | –154                |
| Ghána                   | 32.                             | 800                             | 23.                            | 874                            | +09                 | +074                |
| Mexikó                  | 17.                             | 895                             | 24.                            | 872                            | –07                 | –023                |
| Elefántcsontpart        | 27.                             | 856                             | 26.                            | 843                            | +01                 | –013                |
| Szlovákia               | 34.                             | 777                             | 27.                            | 829                            | +07                 | +052                |
| Dánia                   | 36.                             | 767                             | 29.                            | 785                            | +07                 | +018                |
| Nigéria                 | 21.                             | 883                             | 30.                            | 773                            | –09                 | –110                |
| Japán                   | 45.                             | 682                             | 32.                            | 768                            | +13                 | +086                |
| Algéria                 | 30.                             | 821                             | 33.                            | 759                            | –03                 | –062                |
| Kamerun                 | 19.                             | 887                             | 40.                            | 710                            | –21                 | –177                |
| Dél-Korea               | 47.                             | 632                             | 44.                            | 660                            | +03                 | +028                |
| Honduras                | 38.                             | 734                             | 46.                            | 644                            | –08                 | –090                |
| Új-Zéland               | 78.                             | 410                             | 54.                            | 557                            | +24                 | +147                |
| Dél-afrikai Köztársaság | 83.                             | 392                             | 66.                            | 504                            | +17                 | +112                |
| Észak-Korea             | 105.                            | 285                             | 103.                           | 284                            | +02                 | –01                 |

Forrás: FIFA világranglista (férfiak) Archiválva 2018. december 24-i dátummal a Wayback Machine-ben

## Közvetítések
A FIFA szerint a világbajnoki döntőt világszerte több mint 700 millióan nézték, amely megdöntötte a 2006-os vb-döntő nézettségének rekordját. Hollandiában és Spanyolországban a döntő 90%-os nézettségi arányt ért el. Németországban 31,1 millióan nézték a Németország–Spanyolország-elődöntőt, amely megdöntötte a korábbi német nézettségi rekordokat. Világszerte köztéri kivetítőkön, valamint különböző vendéglátó-ipari egységekben is követték a mérkőzéseket, amelyek nézettségi adatira jellemzően csak tippelni lehetett, a hivatalos nézettségi adatok ezeket a nézőket nem tartalmazták.
Az MTV szerezte meg magyarországi közvetítési jogokat. A mérkőzéseket élőben sugározták, nagyrészt az M1-en, az utolsó csoportkör párhuzamos mérkőzéseit az M2-n. A riporterek közül Egri Viktor végig kint volt, a csoportmérkőzéseken Somos Ákos és Somos Zoltán, az egyenes kieséses szakaszban Faragó Richárd és – többek között a döntőben – Gundel Takács Gábor voltak még a kommentátorok. Magyarországon a vb döntőjét 2,246 millióan követték az MTV-n.

## Videójáték
A 2010 FIFA World Cup South Africa a 2010-es labdarúgó-világbajnokság hivatalos videójátéka, amit az EA Canada fejlesztett és az EA Sports adott ki. A játék 199 csapatot tartalmaz a világbajnokság selejtezőjében indult 204 csapatából.